# ヘルシンキ
ヘルシンキ （フィンランド語: Helsinki,フィンランド語発音: [ˈhe̞l.siŋ.k̟i])  listen; スウェーデン語: Helsingfors,  listen、漢字表記「赫爾辛基」）は、フィンランドの首都で同国最大の都市である。また、バルト海東部のフィンランド湾に面した同国南部のウーシマー県の県庁所在地である。
ヘルシンキ市の人口は674,500人（2023年12月31日現在）でフィンランドの人口の12%を占める。また、都市的地域の人口は 1,360,000人（2023年）、ヘルシンキ都市圏である大ヘルシンキの人口は1,576,438人で、フィンランドの人口全体の3割弱を占める都市域を形成している。

## 概要
ヘルシンキ都市圏には核となるヘルシンキの都市的地域とエスポーやヴァンター、カウニアイネン、周辺のベッドタウンが含まれる。ヘルシンキは100万人以上が住む都市圏としては最北に位置する都市圏で欧州連合加盟国の首都としては最北に位置する都市であり、フィンランドの政治や教育、金融、文化、調査センターなど様々な分野の中心都市で、ヨーロッパでも最北の大都市である。
フィンランドで事業を行う外国企業の70%はヘルシンキ地域で事業を行っており、2009年に、2012年の世界デザイン首都に国際インダストリアルデザイン団体協議会により選ばれ、僅差でアイントホーフェンを破っている。
エコノミスト・インテリジェンス・ユニットは2012年8月に住むのに適した都市の調査で、ヘルシンキは総合で8位にランクした。2011年、モノクルマガジンの調査Liveable Cities Index 2011でヘルシンキは最も住むのに適した都市に位置している。
ヘルシンキは、同じくフィンランド湾に面するエストニアの首都タリンやロシアの旧都サンクトペテルブルクと歴史的に密接な関係にある（なおヘルシンキから南のタリンまでは85キロメートル (53 mi)、東のサンクトペテルブルクまでは277キロメートル (172 mi)である）。またヘルシンキは、バルト海の対岸にあり西方400キロメートル (250 mi)に位置するスウェーデンの首都ストックホルムとも歴史的に関係が深い。

## 呼称
ヘルシンキ Helsinki（フィンランド語発音: [ˈhelsiŋki] フィンランド語では最初の音節に強勢がある）は、多くの言語で「ヘルシンキ」という名称が用いられているが、スウェーデン語では「ヘルシングフォシュ Helsingfors」（発音: [hɛlsiŋˈfɔrs] または [hɛlsiŋˈfɔʂ]）という名称が使われる。これはかつてのヘルシンキ市の公式名称であり、初期の綴りは Hellssingeforss であった。
フィンランド語の「ヘルシンキ」という名称は、おそらく現在のヴァンター川に使われていた Helsinga という名前に由来し、14世紀には既に記録されていた。Helsingfors は、周辺の教区名 Helsinge と、急流を意味するスウェーデン語 fors に由来している。また、中世のスウェーデン人入植者がスウェーデンのヘルシングランド地方から来たという説も存在する。さらに、helsing の以前の形であるスウェーデン語の hals（首の意）から派生し、川の狭い部分や急流を意味するという説もある。同様の地理的名称を持つスカンディナヴィア都市は他にも、ヘルシンゲルやヘルシンボリがある。
ヘルシンキのスラングには「スタディ Stadi」や「ヘサ Hesa」という俗称がある。Stadi はスウェーデン語で都市や街を意味し、ヘルシンキ出身者が地元出身であると主張する時に使われる。Hesa はヘルシンキの短縮形にスラングの接尾辞 sa を付けたものである。北部サーミ語でのヘルシンキの呼称は Helsset である。

## 歴史

### 初期

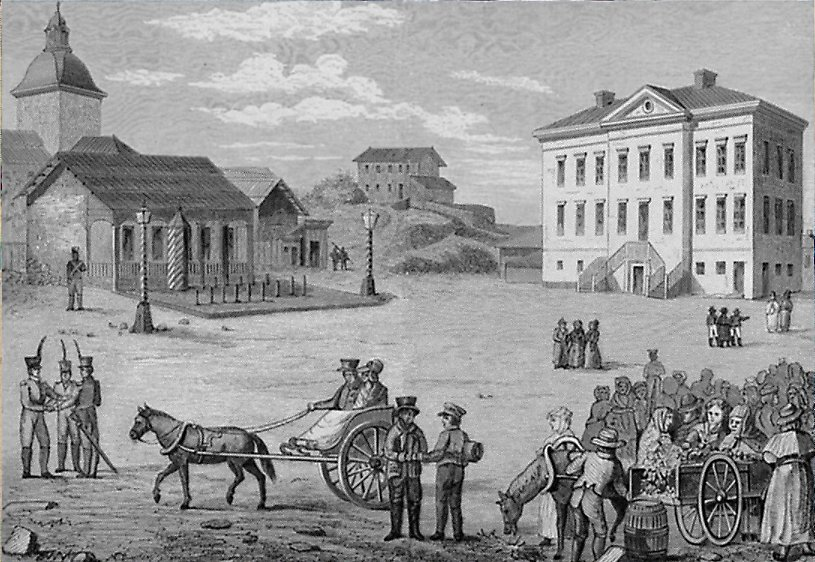
1820年以前の都市改造前のヘルシンキ。C.L.エンゲル作画

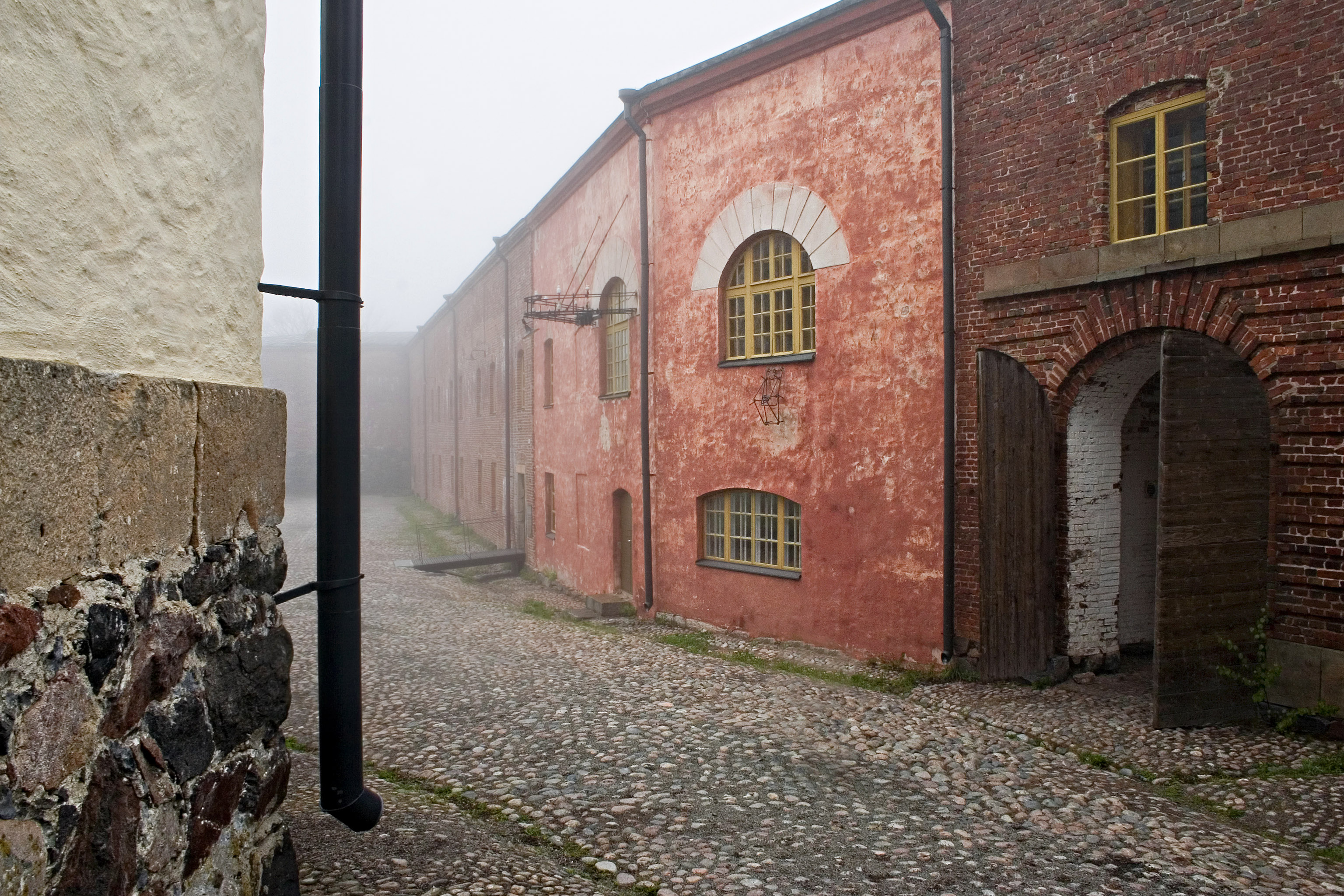
18世紀に始まったスオメンリンナの要塞の建設。

ヘルシンキは1550年に交易の街としてグスタフ1世によりヘルシングフォシュHelsingforsとして、ライバルとなるハンザ同盟の都市レヴァルReval（今日のエストニアの首都タリン）に対抗するために創建された。ヘルシンキは貧困、戦争、災害に見舞われ都市の計画は少しも進まず、小さな街のままであった。1710年のペストではヘルシンキの街の住民の多くが亡くなった。海軍の要塞であるスオメンリンナの要塞が築かれた18世紀になるとヘルシンキの状況も改善されたが、ロシアがスウェーデンを破った第二次ロシア・スウェーデン戦争と併合によるフィンランド大公国が成立する1809年まで十分な都市の開発は行われなかった。戦争中、ロシアはスオメンリンナの要塞を包囲した。そして、1808年の大火により市街の大部分は焼失している。
アレクサンドル1世はフィンランドでのスウェーデンの影響を減らすことやサンクトペテルブルクに近いことから首都をヘルシンキに移した。続いて1827年に起こったトゥルク大火で当時フィンランドでは唯一の大学であったトゥルク帝国アカデミーはヘルシンキに移転され、最終的には現代のヘルシンキ大学になった。この動きは都市の新しい役割を強化し、成長の継続を促進させた。市街の中心のほとんどがドイツ生まれの建築家カール・ルートヴィヒ・エンゲルの計画によるサンクトペテルブルクに似た新古典主義の街並に変えられている。他の点では、鉄道や産業化などの技術の進歩は都市の成長の背後にある重要な要素であった。

### 20世紀
フィンランドの20世紀前半の歴史は混乱し続けたが、ヘルシンキは継続的な発展が続いた。
1939年11月30日には、ソビエト連邦が不可侵条約を破棄して冬戦争が始まり、初日からヘルシンキ工科大学や民家が空爆を受けて大きな被害を出した。
1952年にはヘルシンキオリンピックが開催された。1970年代にはフィンランドでの急速な都市化が他のヨーロッパの地域と比べ比較的遅く起こり、都市圏の人口は3倍になり地下鉄網などが整備されている。

## 地理

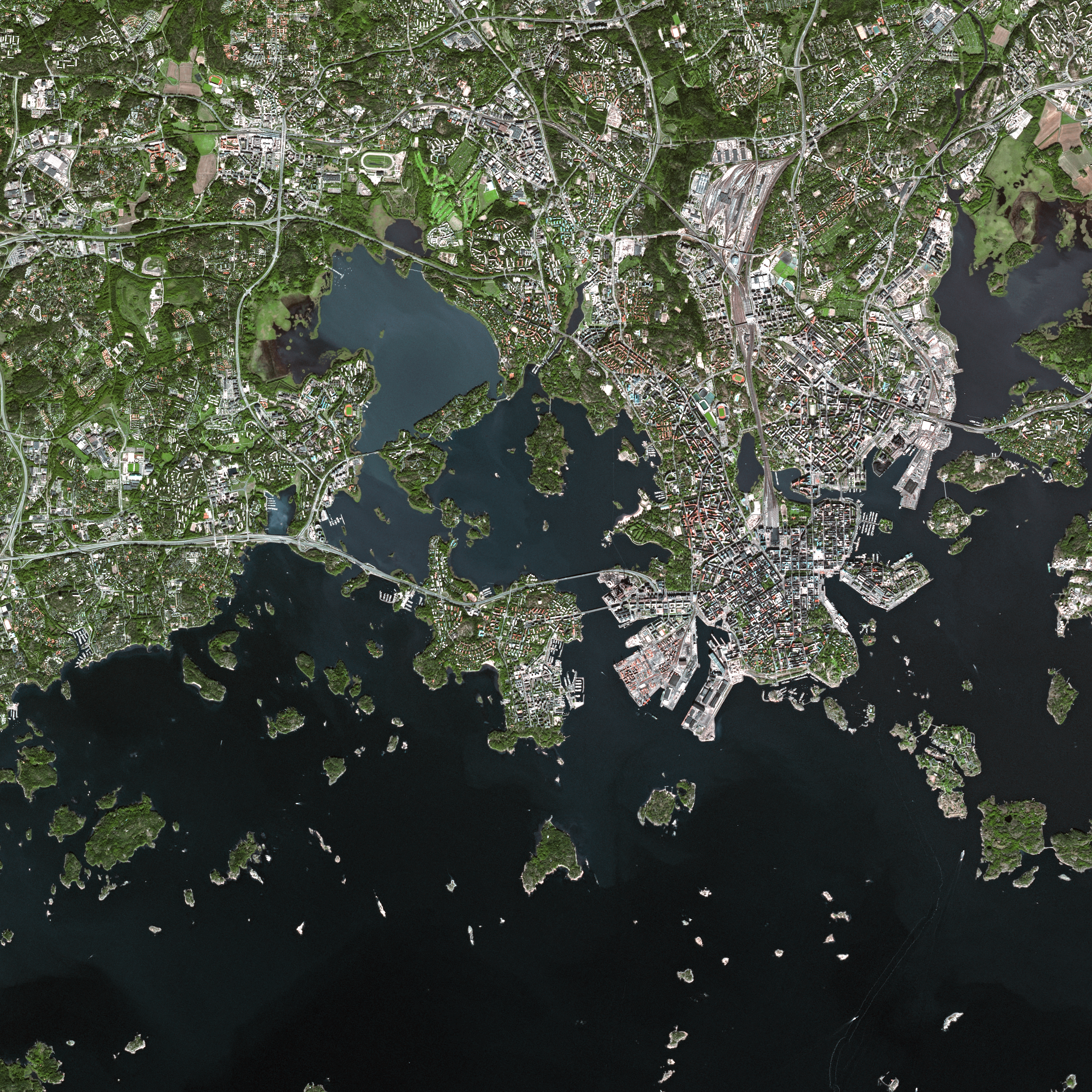
SPOTからのヘルシンキ、エスポー地域の衛星写真。

ヘルシンキ中心部はバルト海に向かって南に突き出た半島に位置し、その周辺の湾沿いや島々に市街が広がっている。中心部はヴィロンニエミ（「エストニア岬」の意）という名がついているものの、そのように呼ばれることは多くない。中心部を離れると、戦後に開発された住宅地が、点在する森林を縫うように広がっている。ヘルシンキ中央公園は中心部から北側の市境に延びる市民の憩いの場である。
ヘルシンキの主な島には、ラウッタ島、セウラ島、ヘルシンキ動物園のあるコルケア島等がある。これらの島は本土と橋でつながっている。他には、世界遺産に指定された要塞の島であるスオメンリンナ島や、全域が陸軍の基地となっているサンタハミナ島がある。ピヒラヤ島はゲイやナチュラリストにサマースポットとして好まれ、ニューヨークのファイアーアイランドに匹敵する。

### 都市的地域

ヘルシンキの都市的地域

ヘルシンキの都市的地域は10の異なった自治体に広がり、フィンランドでは唯一メトロポリスを形成している。人口は1,156,211人を擁し、面積は631.11km2を占め、人口密度は1,836.8人/km2である。フィンランドでは最も人口密度が高い地域で、ヘルシンキに続くタンペレの3.7倍になる。
ヘルシンキの首都圏はヘルシンキ、エスポー、ヴァンター、カウニアイネンの都市で構成され、74,511km2を占め人口は約100万人である。フィンランドの国土の0.2%の地域に人口の19%が居住し、住居の密度はフィンランドの平均よりも高い。ヘルシンキ首都圏には雇用も大きく集中し、約58万人の雇用を擁している。土地利用の度合いに関わらず、地域には大規模な保養地や緑地が広がっている。ヘルシンキ首都圏は世界最北の人口100万人を越える都市的地域で、欧州連合加盟国の首都の中でも最北の都市である。また、ヘルシンキ大都市圏には130万人の人々が暮らしこれはフィンランド人の4分の1にあたる。

### 気候
ヘルシンキは亜寒帯湿潤気候または湿潤大陸性気候である。バルト海や北大西洋海流の影響により冬の寒さは軽減され、高緯度に関わらず同緯度にある他の地点より高い。冬（12月～2月）の平均気温は-3.7℃である。
−20 °C (−4 °F)を下回るのは通常、年に1、2週間くらいである。しかしながら、緯度のため冬至のあたりには昼の時間は6時間と続かず日照は弱く、とても曇りがちな天候はこの時期の暗さを強調している。逆にヘルシンキの夏は長い昼の時間を享受し、夏至の頃には19時間ある。
夏（6月～8月）の最高平均気温は20.2℃である。海洋性の影響により夏の気温は涼しく、夜間の気温は内陸部より高い。夏の気温が25 °C (77 °F)を超えることはまれである。
| ヘルシンキ (1991～2020)の気候                       | ヘルシンキ (1991～2020)の気候 | ヘルシンキ (1991～2020)の気候 | ヘルシンキ (1991～2020)の気候 | ヘルシンキ (1991～2020)の気候 | ヘルシンキ (1991～2020)の気候 | ヘルシンキ (1991～2020)の気候 | ヘルシンキ (1991～2020)の気候 | ヘルシンキ (1991～2020)の気候 | ヘルシンキ (1991～2020)の気候 | ヘルシンキ (1991～2020)の気候 | ヘルシンキ (1991～2020)の気候 | ヘルシンキ (1991～2020)の気候 | ヘルシンキ (1991～2020)の気候 |
| 月                                                  | 1月                           | 2月                           | 3月                           | 4月                           | 5月                           | 6月                           | 7月                           | 8月                           | 9月                           | 10月                          | 11月                          | 12月                          | 年                            |
| --------------------------------------------------- | ----------------------------- | ----------------------------- | ----------------------------- | ----------------------------- | ----------------------------- | ----------------------------- | ----------------------------- | ----------------------------- | ----------------------------- | ----------------------------- | ----------------------------- | ----------------------------- | ----------------------------- |
| 最高気温記録 °C （°F）                              | 8.5 (47.3)                    | 10.3 (50.5)                   | 15.1 (59.2)                   | 21.9 (71.4)                   | 27.6 (81.7)                   | 30.9 (87.6)                   | 33.2 (91.8)                   | 31.2 (88.2)                   | 26.2 (79.2)                   | 17.6 (63.7)                   | 13.4 (56.1)                   | 10.5 (50.9)                   | 33.2 (91.8)                   |
| 平均最高気温 °C （°F）                              | −2.1 (28.2)                   | −2.8 (27)                     | 1.2 (34.2)                    | 8.1 (46.6)                    | 14.8 (58.6)                   | 19.0 (66.2)                   | 21.9 (71.4)                   | 19.8 (67.6)                   | 14.5 (58.1)                   | 8.0 (46.4)                    | 3.1 (37.6)                    | −0.1 (31.8)                   | 8.8 (47.8)                    |
| 日平均気温 °C （°F）                                | −4.3 (24.3)                   | −4.8 (23.4)                   | −1.4 (29.5)                   | 4.4 (39.9)                    | 10.7 (51.3)                   | 15.1 (59.2)                   | 18.1 (64.6)                   | 16.5 (61.7)                   | 11.5 (52.7)                   | 5.6 (42.1)                    | 1.3 (34.3)                    | −1.9 (28.6)                   | 5.9 (42.6)                    |
| 平均最低気温 °C （°F）                              | −6.6 (20.1)                   | −6.8 (19.8)                   | −3.8 (25.2)                   | 1.1 (34)                      | 6.7 (44.1)                    | 11.6 (52.9)                   | 14.6 (58.3)                   | 13.3 (55.9)                   | 8.7 (47.7)                    | 3.4 (38.1)                    | −0.6 (30.9)                   | −3.8 (25.2)                   | 3.2 (37.8)                    |
| 最低気温記録 °C （°F）                              | −34.4 (−29.9)                 | −33.0 (−27.4)                 | −31.3 (−24.3)                 | −19.8 (−3.6)                  | −7.0 (19.4)                   | −0.5 (31.1)                   | 4.9 (40.8)                    | 2.1 (35.8)                    | −4.5 (23.9)                   | −13.9 (7)                     | −25.5 (−13.9)                 | −35.0 (−31)                   | −35 (−31)                     |
| 降水量 mm （inch）                                  | 53.2 (2.094)                  | 40.0 (1.575)                  | 33.2 (1.307)                  | 35.7 (1.406)                  | 37.6 (1.48)                   | 63.0 (2.48)                   | 63.0 (2.48)                   | 75.2 (2.961)                  | 59.2 (2.331)                  | 79.0 (3.11)                   | 70.9 (2.791)                  | 61.5 (2.421)                  | 671.5 (26.436)                |
| 出典：http://www.pogodaiklimat.ru/history/02978.htm |                               |                               |                               |                               |                               |                               |                               |                               |                               |                               |                               |                               |                               |

## 都市景観

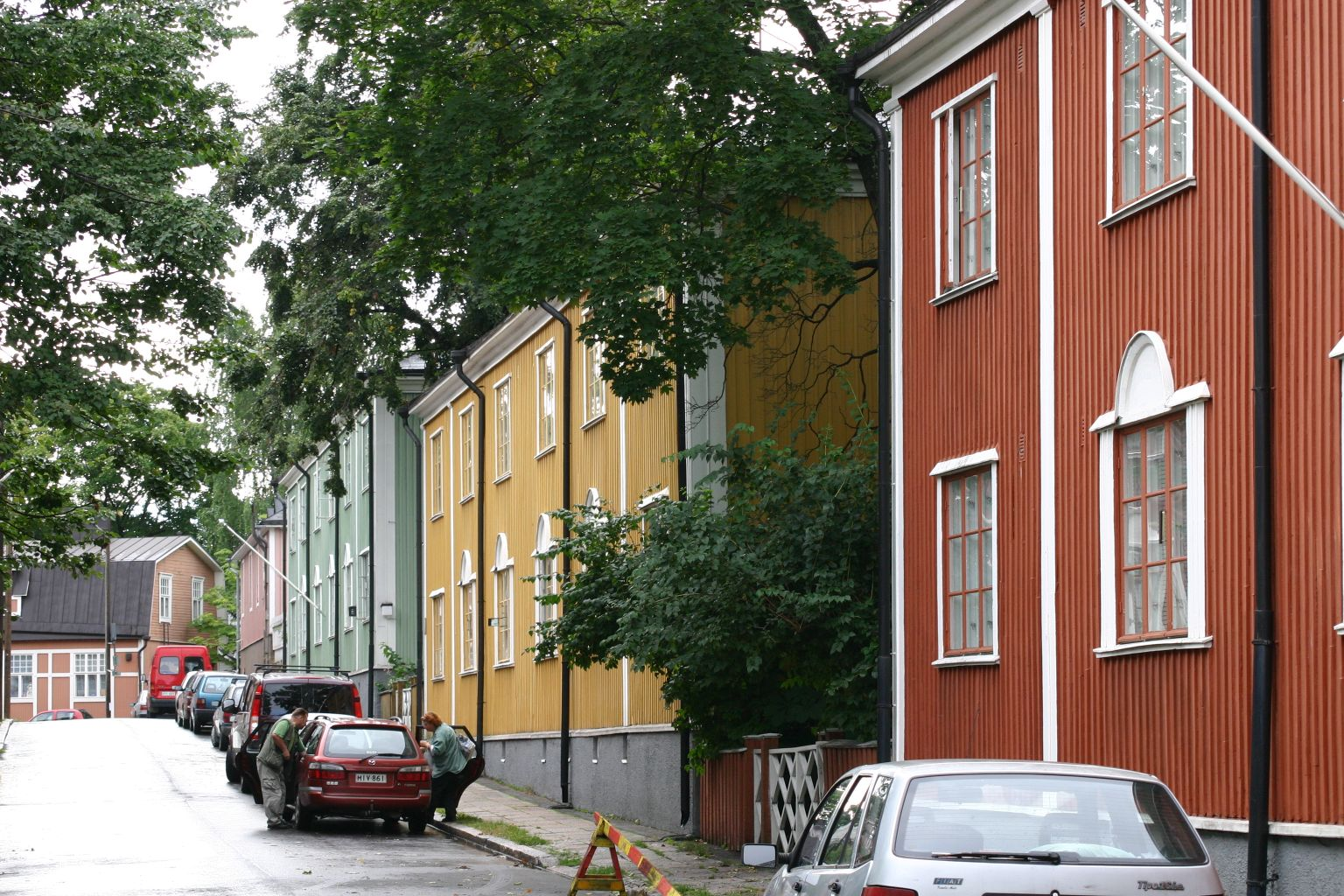
ヴァッリラ地区
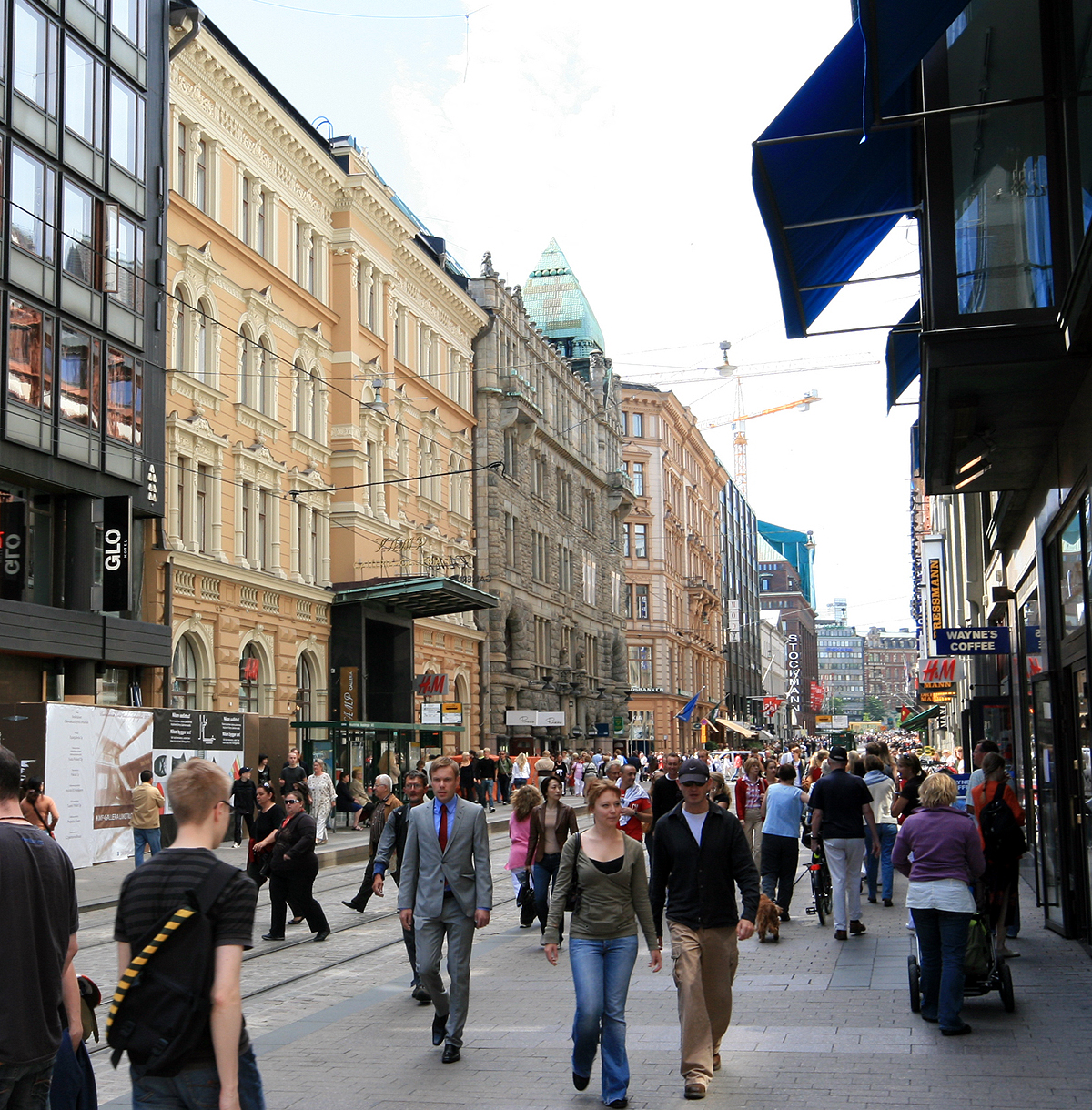
ヘルシンキ中心部のアレクサンダー通りAleksanterinkatu
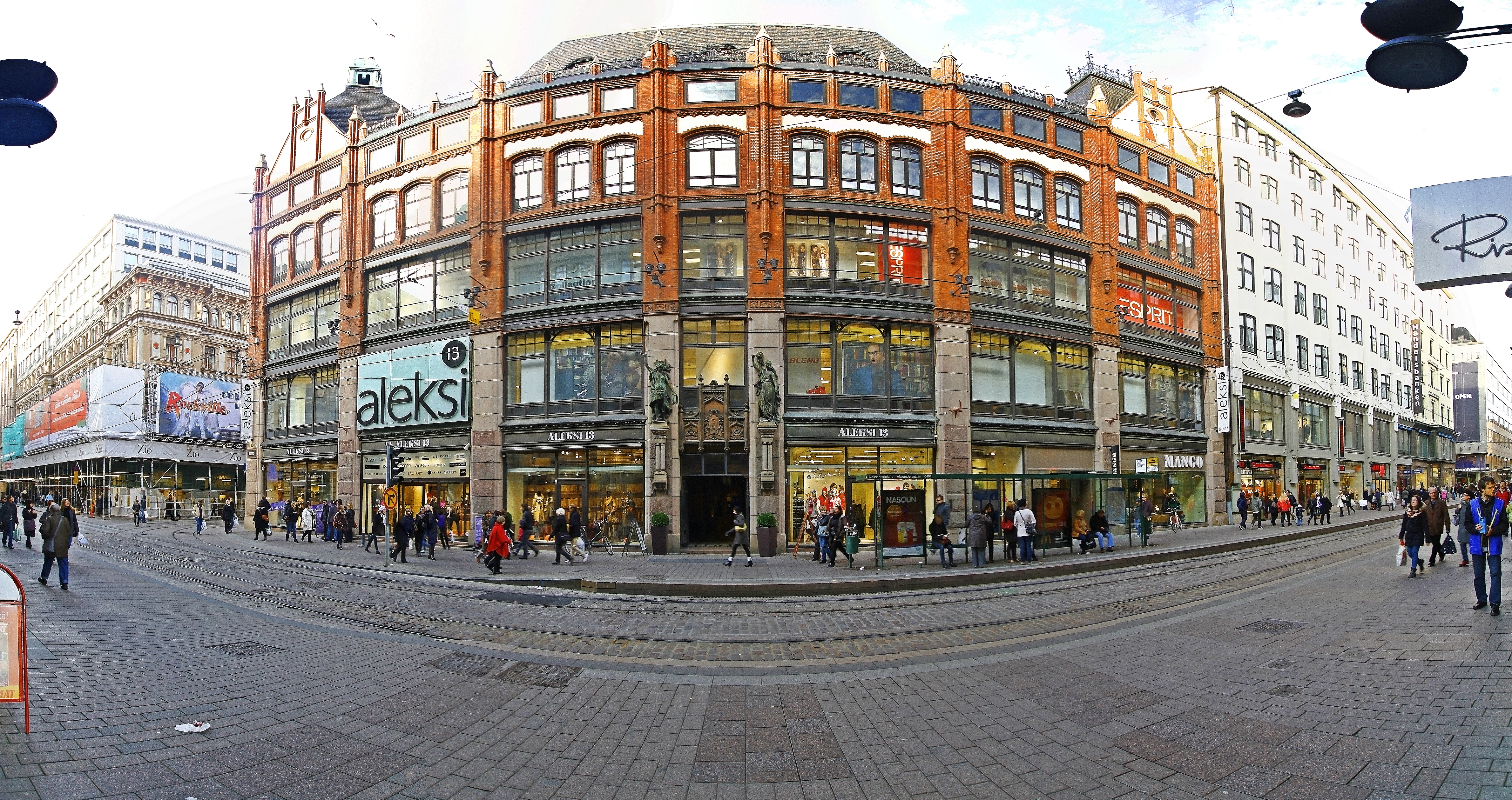
ヘルシンキ中心のAleksi
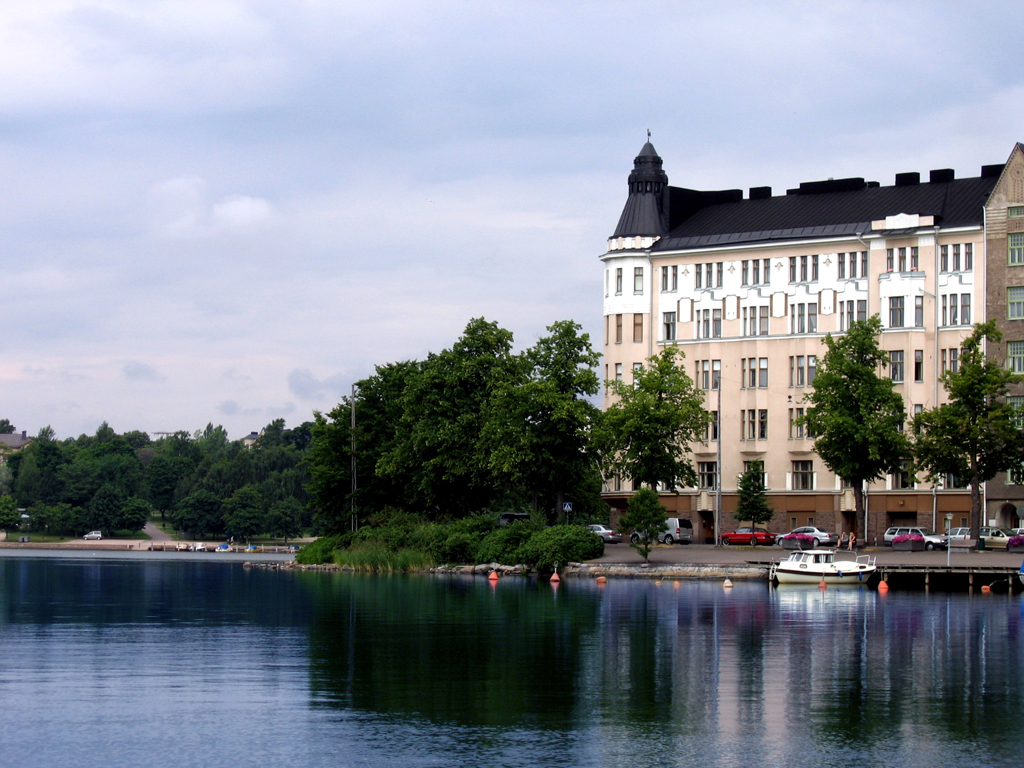
夏のEläintarhanlahtiの眺め
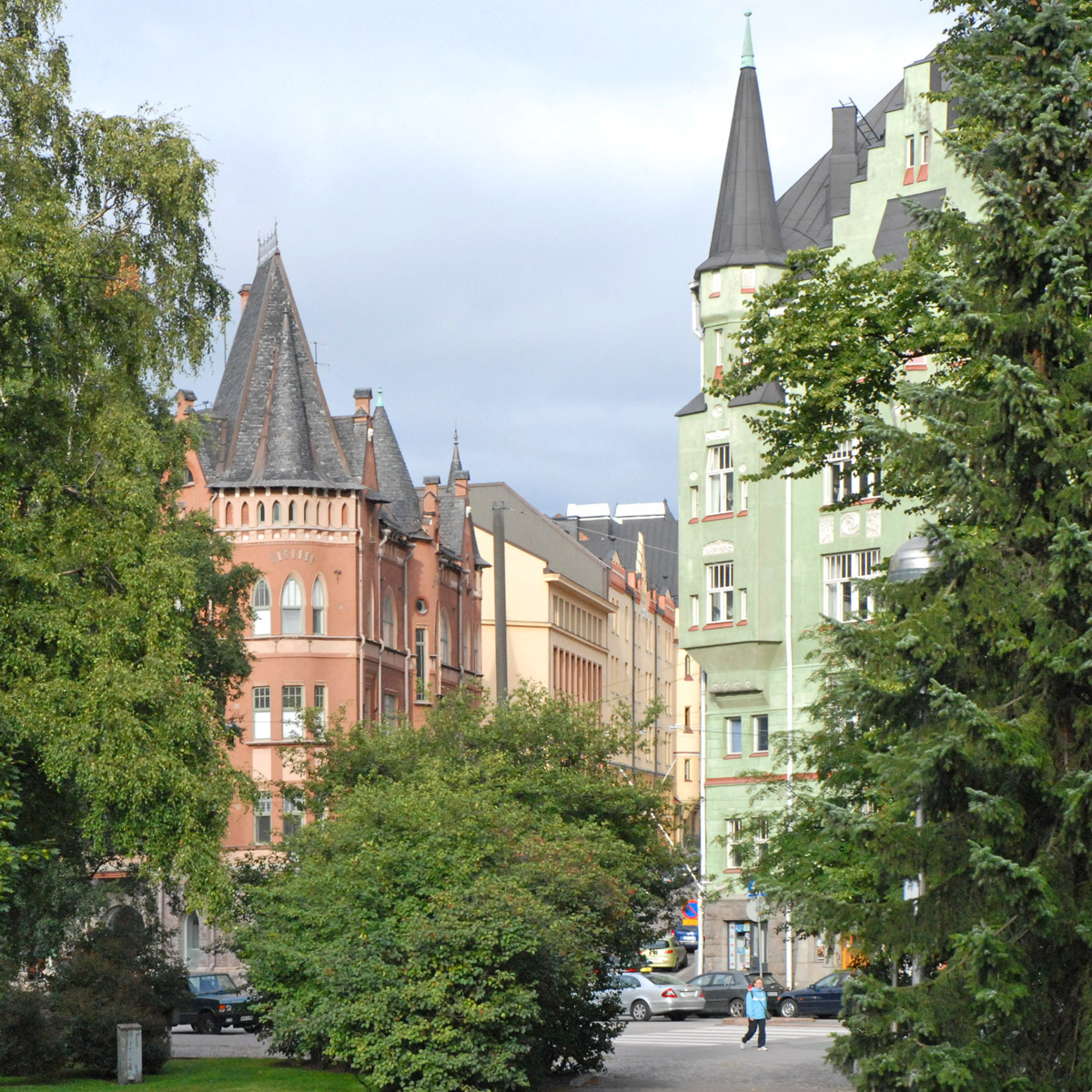
カタヤノッカのLuotsikatu
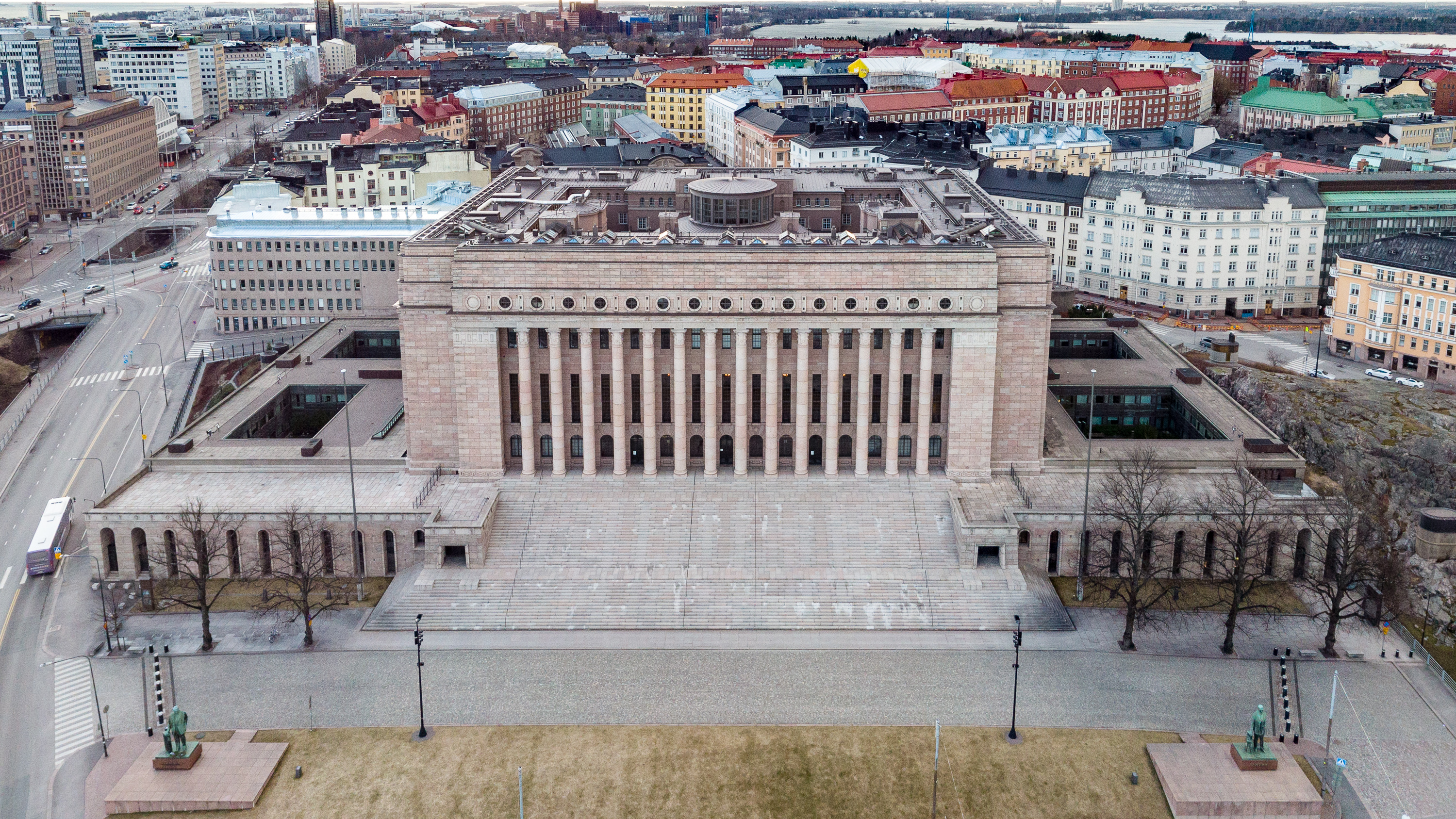
国会議事堂

ドイツの建築家カール・ルートヴィヒ・エンゲル (1778–1840)は新しい都市の中心を設計するよう任命された。エンゲルはいくつかのヘルシンキの新古典主義建築の建築物の設計に携わっている。エンゲルの都市計画の中心的なポイントはヘルシンキ元老院広場である。周辺には東側にフィンランド政府宮殿、西側にヘルシンキ大学の本館、北側にエンゲル没後12年の1852年に完成した巨大なヘルシンキ大聖堂がある。後にエンゲルの新古典主義の都市計画に刺激され「北の白い都市」と形容されている。
20世紀初頭には、アール・ヌーヴォーやユーゲント・シュティールに影響を受け、また民族叙事詩カレワラの出版を契機に高まった民族意識を反映して、ナショナル・ロマンティシズム様式の建築が盛んに建てられた。例えばフィンランド国立博物館がその典型である。ヘルシンキのアール・ヌーヴォー様式はカタヤノッカやウッランリンナといった住宅地にも数多く見られる。ヘルシンキ中央駅をてがけたエリエル・サーリネン（1873-1950）はフィンランドのアール・ヌーヴォー／ナショナル・ロマンティシズムを代表する建築家である。
ヘルシンキのいくつかの建築物は世界的に著名な建築家であるアルヴァ・アールトのものを特徴とし、機能主義建築の先駆者の一人として見なされている。しかしながら、彼の作品である製紙会社ストラ・エンソの本社やコンサート会場であるフィンランディア・ホールは市民の間では意見が分かれる対象となっている。
ヘルシンキの他の有名な機能主義の建築物にはヘルシンキ・オリンピックスタジアムやテニスパラッツィ、ボートレース場、ヘルシンキスイミングスタジアム、自転車競技場、ラシパラッツィ（ガラスの宮殿）、トーロスポーツホール（Töölön kisahalli）、ヘルシンキ・マルミ空港などがある。スポーツ競技場は1940年に開催が予定されていたヘルシンキオリンピックの会場として整備されたが、第二次世界大戦の影響により中止されたため、1952年に開催されたヘルシンキオリンピックの会場としての目的として全てを満たすため整備された。歴史的な挿話としてヘルシンキの新古典主義の建築物は、多く冷戦時代にハリウッドの映画でソ連を背景として設定されたシーンでソ連では撮影が不可能だったのでしばしば使われた。有名な作品にはクレムリンレター（1970）、レッズ（1981）、ゴーリキー・パーク（1983）がある。いくらかの街並はサンクトペテルブルクやモスクワの古い建築物を思い出させ、商業映画に利用されることは多くの住民を失望させた。同時に政府は密かにフィンランドの当局にこのような映画の企画の支援の延長を行わないことを指示していた。

## 政治
ヘルシンキ市議会は85人の議員で構成されている。2012年の地方選では国民連合党（23）、緑の同盟（19）、フィンランド社会民主党（15）が三大勢力である。ヘルシンキ市長のユッシ・パイユネン（Jussi Pajunen）は国民連合党のメンバーである。フィンランドの全ての自治体議会のようにヘルシンキ市議会は地方政治の主要な意思決定機関であり、都市計画や学校、保健、公共交通機関など様々な議題を扱っている。85名の議員は4年ごとの市議選で選出されている。伝統的に保守派の国民連合党kokoomusはヘルシンキの地方政治では最大の政党で、フィンランド社会民主党は2番目に大きな政党であった。2000年の選挙で緑の同盟はフィンランド国内ではヘルシンキでは支持が最もあり、2番目に支持がある政党の地位を得た。しかしながら、2004年の選挙ではフィンランド社会民主党が再び以前の地位を得ている。2008年の選挙では緑の同盟が再び、2番目に大きな政党となり2012年の選挙でも保った。左翼同盟は4番目に大きな政党で、真のフィンランド人は着実に支持を伸ばしている第五の勢力である。スウェーデン人民党は何年もの間支持を減らしているが、これはヘルシンキのスウェーデン語話者の割合が減っていることによる。フィンランド中央党は全国区の政治では3大政党のうちの1つであるが、ヘルシンキでは僅かな支持しか得られていない。

## 統計

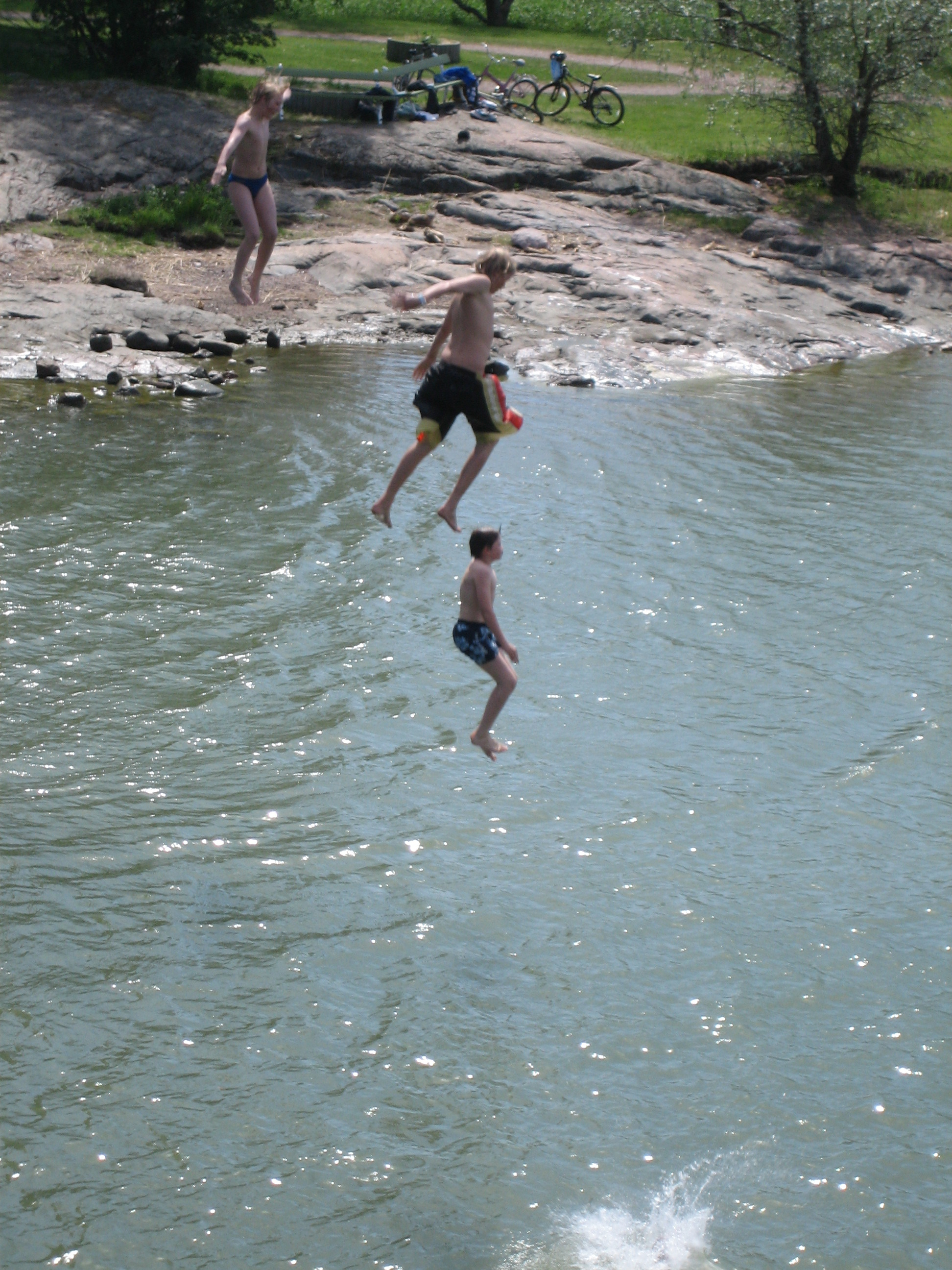
海に飛び込む子供。ラウッタ島

ヘルシンキでは女性の割合が53.4%と、フィンランド国内全体の51.1%と比べて高い。ヘルシンキの1平方キロメートル辺りの人口密度は2,739.36人/km2とフィンランド全体と比べ、はるかに高くなっている。平均寿命は全国平均に比べ若干低く、男性は75.7歳に対し75.1歳、女性は82.5歳に対し81.7歳であった。
ヘルシンキは1810年代以来、後にフィンランド共和国となるフィンランド大公国の首都がトゥルクから遷都されて以来、強い成長を経験している。ヘルシンキはフィンランド内戦の期間を除いて、強い成長を示し続けていた。第二次世界大戦後から1970年代まで地方からフィンランドの都市には多くの人が移動している。
1944年から1969年までのヘルシンキ市の人口は275,000人から525,600人とほぼ倍に増加した。
1960年代にヘルシンキの市域人口は主に住宅不足から衰えている。多くの住民は近隣のエスポーやヴァンターに移動し始め、それ以来人口は急速に増加している。エスポーの人口は1950年の22,874人から2009年には244,353人と60年間で9倍に増加し、今後も増加が見込まれている。
ヴァンターも同様にこの期間急速に変化し、1950年には14,976人に過ぎなかった人口は2009年には197,663人と13倍増加している。
これらの劇的な人口増加はヘルシンキ首都圏の自治体に公共交通の分野や、廃棄物管理などの分野でより強い協力関係を押し進めている。住宅不足の増加やヘルシンキ都市圏での高い生活コストから多くの日々の通勤者は、以前は辺ぴな田舎に過ぎなかった場所や同じように遠い場所である50km離れたロホヤやポルヴォー、100km離れたハメーンリンナやラハティなどで住宅を見付けることを強いられている。

### 言語
ヘルシンキ市の公式の言語はフィンランド語とスウェーデン語である。1990年代初頭には人口の90%がフィンランド語（またはサーミ語）を母語としていたが、この割合は現在は75%まで減少している。もっともフィンランド語母語話者人口の絶対数はむしろ微増しており、割合の減少は他の言語を母語とする人口の増加によるものである。人口の約5%はスウェーデン語を母語とする。その他の言語を母語とする人口は、1990年代初頭にはわずか1%ほどに過ぎなかったが、2010年に10%を超え、現在は約20%を占める。
ヘルシンキでは、フィンランド語が異なる母語話者間の公共の場でのコミュニケーションの共通言語である。話者にフィンランド語の知識がない場合では、英語が用いられる。スウェーデン語は、市や国の機関ではハメーンティエの社会福祉部門やカンッピのルッカン文化センターなどで使われている。フィンランド語の知識は、通常は雇用市場では基本的な必要条件である。
フィンランド語話者は1890年にスウェーデン語話者を上回りヘルシンキの人口の多数派になった。当時のヘルシンキの人口は61,530人であった 。現在ではスウェーデン語話者に代わってロシア語話者がフィンランドでは増加しており、数の上ではスウェーデン語話者に近づきいずれ上回ることも予想されている。ヘルシンキスラングはフィンランド語やフィンランド・スウェーデン語、ロシア語から影響を受けている。

### 移民
ヘルシンキはフィンランドの海外からの玄関口である。ヘルシンキ市は移民の人口が絶対的にも相対的にもフィンランド国内では最大である。130を超える国の人々がヘルシンキでは見受けられ、移民の大きなグループはロシアやエストニア、スウェーデン、ソマリア、セルビア、中国、イラク、ドイツ、トルコからの人々である。外国人の市民は人口の8.0%を占め、外国生まれの人は11.1%であった。2012年には68,375人の住民はフィンランドで話されているフィンランド語やスウェーデン語、サーミ語などこれら3つ以外の母語を話している。フィンランドを背景としていない最大のグループはロシア（14,532）、エストニア(9,065)、ソマリア(6,845)である。フィンランドの移民人口の半分はヘルシンキ首都圏に居住し、3分の1はヘルシンキ市内に居住している 。

## 経済

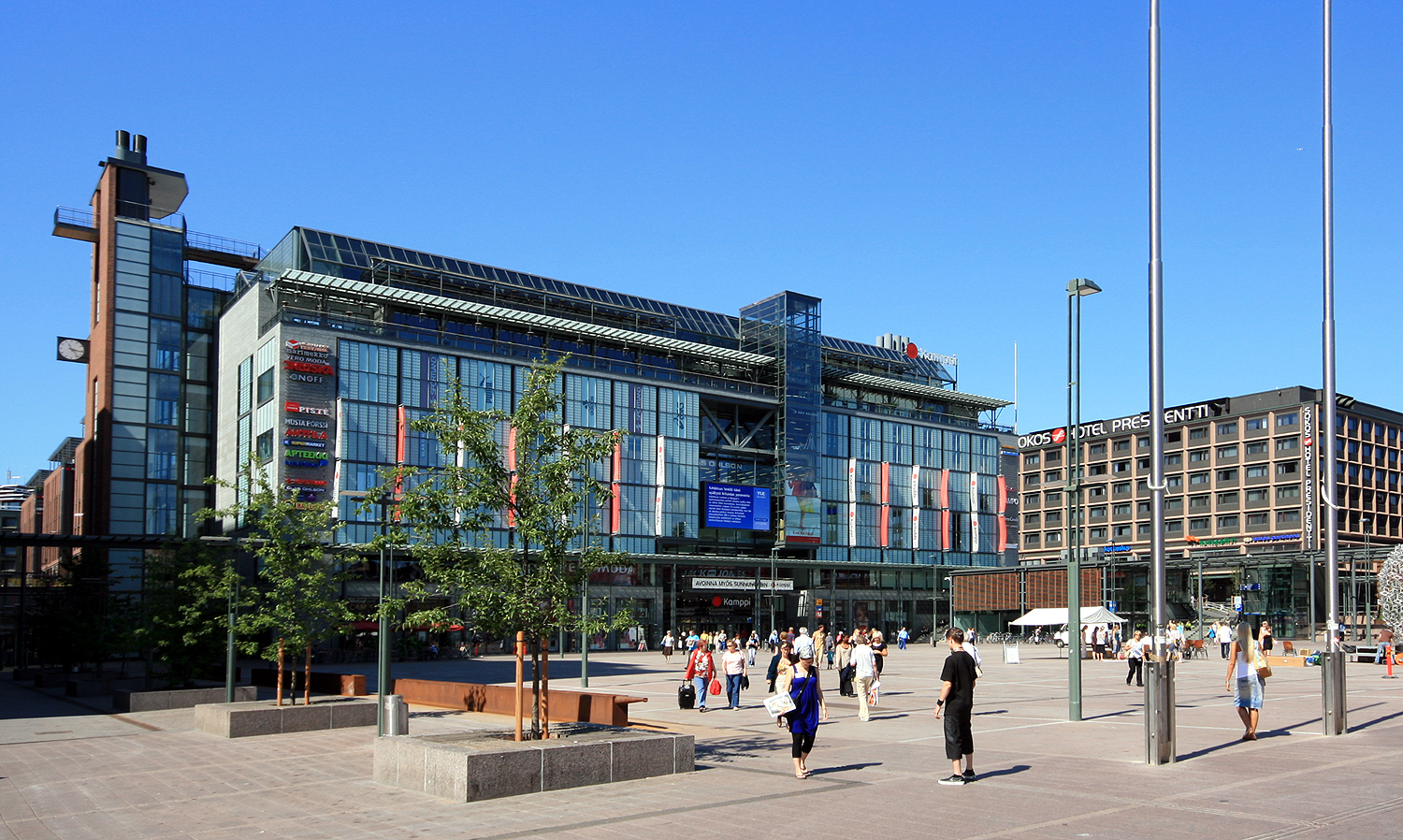
カンッピセンターはヘルシンキ中心部のショッピングセンターと交通の複合施設。

ヘルシンキにはフィンランド銀行がある。ヘルシンキ都市圏地域はフィンランドのGDPのおよそ3分の1を生み出し、1人当たりのGDPは全国平均の約1.3倍に達する。フィンランドの100社の大企業のうち83社は近隣都市を含む大ヘルシンキ圏に本社を置いている。これは国際的なつながりや物流網、労働力が利用出来ることによる。もっとも、ノキアなど主要企業のいくつかはヘルシンキ市内ではなくエスポーなど近隣都市に本社を置いている。ヘルシンキを拠点とする主要な企業には大手通信企業のエリサやメディア企業のヘルシンギン・サノマット、大手流通グループのケスコ、小売業者のHOK-Elanto、デパートチェーンのストックマンなどがある。20世紀半ばまで、ヘルシンキはフィンランドの工業の重要な中心と見なされて来たが、1960年から1980年の間、工業部門の多くの雇用は半分に減った。
200のフィンランド人の高所得の企業幹部のうち、3分の2は大ヘルシンキ圏に居住し42%はヘルシンキに居住している。トップ50の平均所得は165万ユーロであった。証券取引所のナスダック・ヘルシンキやノルデア銀行など多くの銀行がヘルシンキにはあり、フィンランドの金融の中心となっている。ヘルシンキの今日の経済の中心は情報技術や金融が担っている。ヘルシンキの経済は徐々に工業から今日の基盤となるサービス部門に移って来た。造船のSTXフィンランドや陶器のアラビア、アセア・ブラウン・ボベリの工場は今でも周辺に残っている。

## 教育

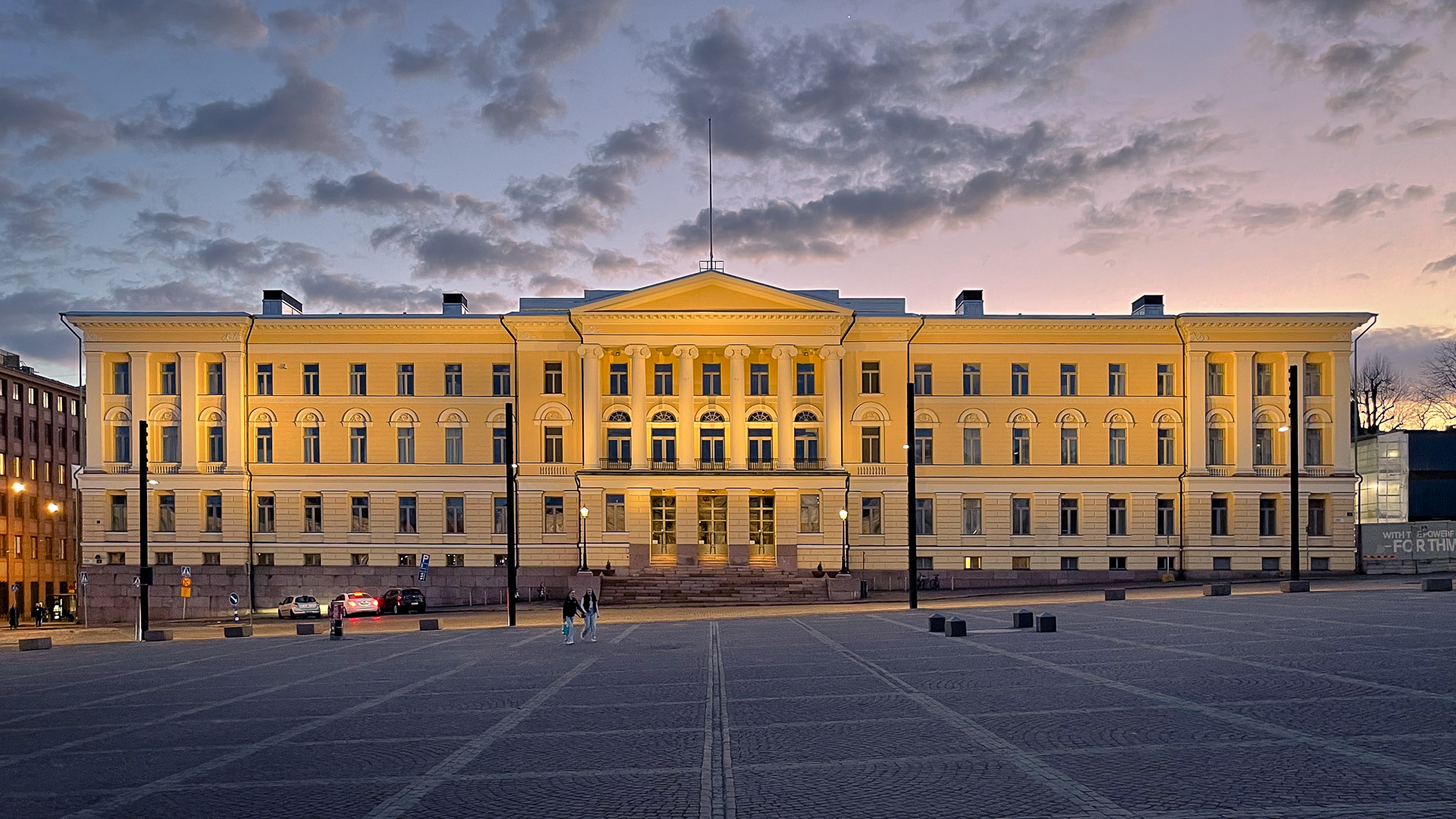
ヘルシンキ大学本館

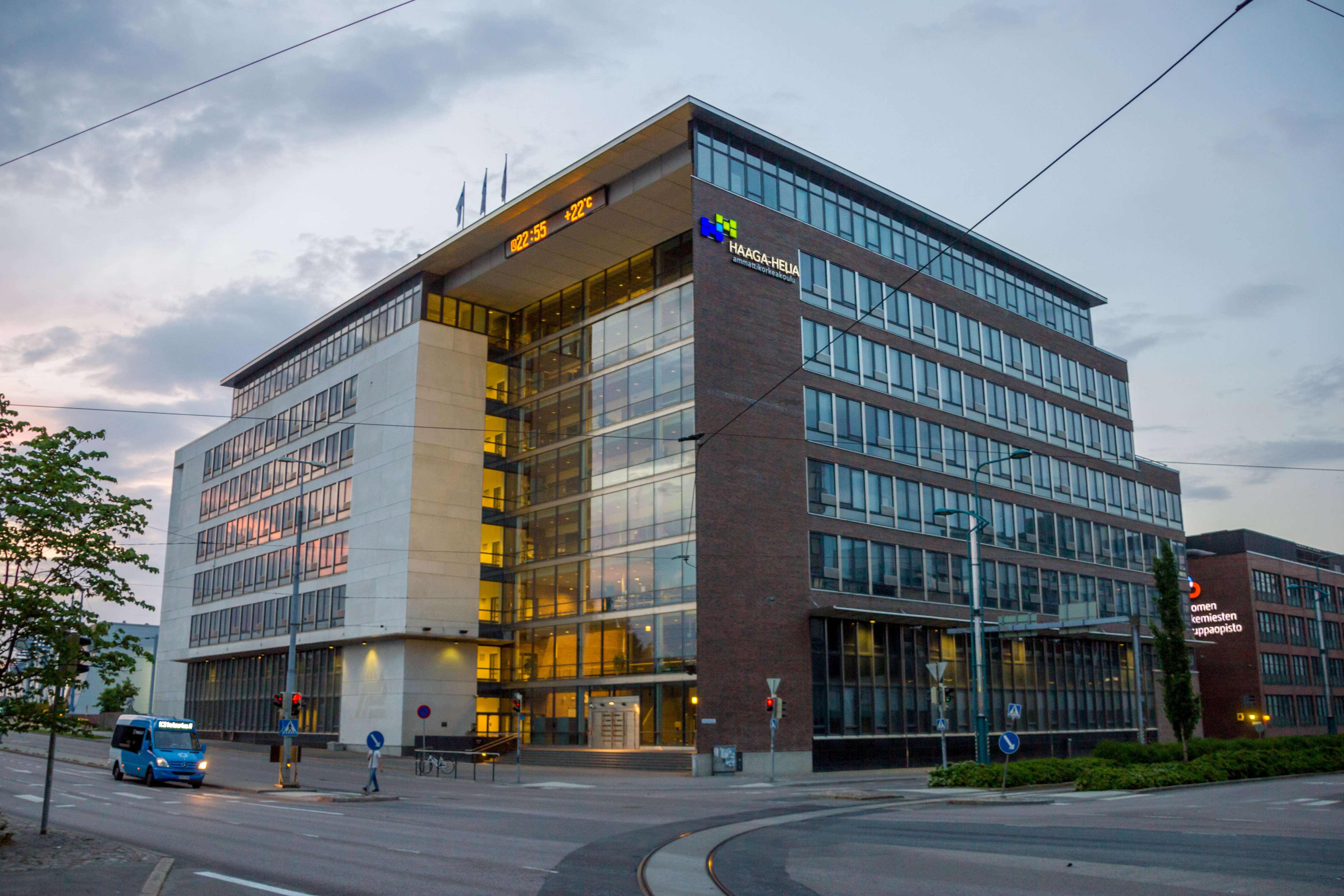
ハーガ＝ヘリア応用科学大学はフィンランド最大のビジネスポリテクニック。

ヘルシンキには190の総合中等学校と41の高等学校、15の職業訓練機関がある。41の高等学校の半数は私立か国立で、残りの半数は自治体運営の公立である。
ヘルシンキ首都圏には、ヘルシンキ市に拠点を置くヘルシンキ大学とエスポー市に拠点を置くアールト大学の2つの主要な研究大学があるほか、以下の高等教育機関や、ポリテクニックまたは応用科学大学と呼ばれる職業大学が専門教育を提供している。

### 大学
- ヘルシンキ大学
- アールト大学
- フィンランド国防大学
- ハンケン経済大学（英語版）
- 芸術大学ヘルシンキ（英語版）

### 応用科学大学（ポリテクニック）
- ハーガ＝ヘリア応用科学大学（英語版）
- ラウレア応用科学大学（英語版）
- メトロポリア応用科学大学（英語版）
- アルカダ応用科学大学（英語版）
- ディアコニア応用科学大学（英語版）
- HUMAK応用科学大学（英語版）

ヘルシンキは欧州工科大学院（EIT）のナレッジセンターとイノベーションコミュニティが共にある場所の一つである。

### 図書館
- ヘルシンキ中央図書館

## 文化

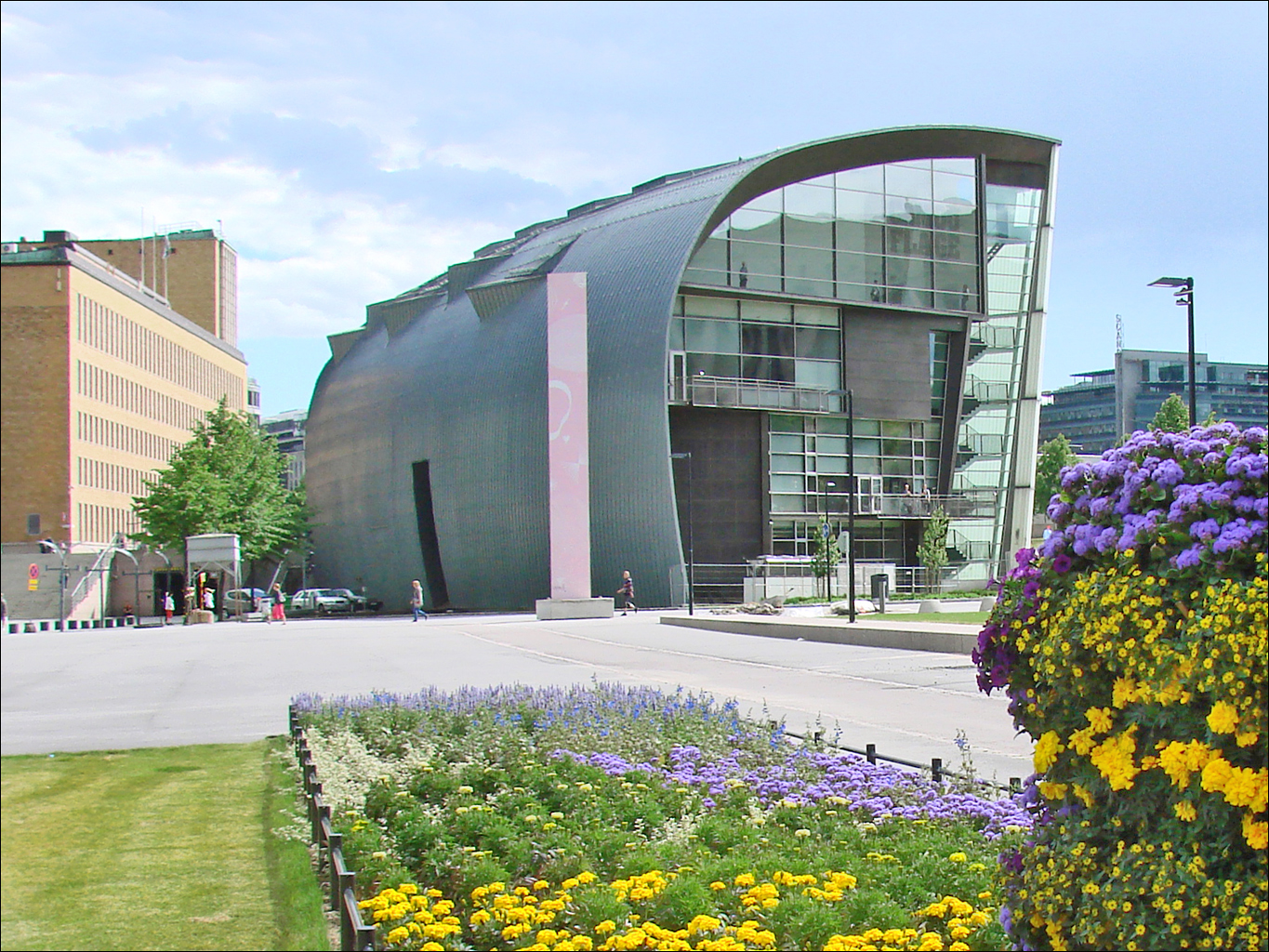
ヘルシンキ現代美術館

### 文化施設
ヘルシンキにある最大の歴史博物館であるフィンランド国立博物館は先史時代から21世紀までの幅広い収蔵品を展示している。博物館の建物自体は20世紀初めに建てられたフィンランドロマン主義建築の中世風の城のスタイルで、観光名所になっている。他に有名な歴史博物館にはヘルシンキ市立博物館があり、来館者にヘルシンキの500年の歴史を紹介している。ヘルシンキ大学もまた多くの博物館を所有し、大学博物館や自然史博物館も含まれる。フィンランド国立美術館はフィンランドの古典芸術のアテネウム美術館、ヨーロッパの古典芸術のシネブリュコフ美術館、モダンアートのヘルシンキ現代美術館の3施設で構成されている。アテネウム美術館の建物は19世紀からのネオ・ルネサンスの建物で市内でも著名な歴史的な建築物である。3つの美術館はフィンランド政府出資の特殊会社Senaatti-kiinteistötを通じて国有施設である。

### 演劇・音楽
ヘルシンキにはヘルシンキ国立劇場やヘルシンキ市劇場、フィンランド・スウェーデン語のスウェーデン劇場Svenska Teaternの3つの主要な劇場がある。ヘルシンキのメインとなる歌劇場にはフィンランド国立歌劇場があり、フィンランディア・ホールとフィンランド音楽センターにはヘルシンキ・フィルハーモニー管弦楽団とフィンランド放送交響楽団が本拠地としている。音楽センターにはシベリウス音楽院の一部が含まれている。ヘルシンキで開催される大きなコンサートやイベントは通常、市内に2つあるハートウォールアリーナやヘルシンキアイスホールで開かれている。ヘルシンキにはまたフィンランドでは最大のコンベンションセンターであるヘルシンキエキシビジョン・コンベンションセンターがある。
多くの広く有名で定評あるバンドはヘルシンキを発祥とし、その中にはハノイ・ロックスやHIM、ストラトヴァリウス、The 69 Eyes、ノーサー、ウィンターサン、フィントロール、エンシフェルム、ザ・ラスマス、アポカリプティカが含まれる。ハートウォールアリーナではユーロビジョン・ソング・コンテスト2006でローディが優勝したことからユーロビジョン・ソング・コンテスト2007が開催され、これはフィンランドにとっては初のユーロビジョン・ソング・コンテストの開催であった。

### 芸術
ヘルシンキ・フェスティヴァルは毎年8月に開催される芸術や文化の催しで、白夜祭であるアートの夜Taiteiden yöが含まれる。ヴァプンアーットVappuは学生や労働者のための毎年恒例のヴァルプルギスの夜の祭典である。ヘルシンキ元老院広場では2010年9、10月にフィンランドでは過去最大の野外芸術展が開催され、140万人の人々が国際的なユナイテッドバディーベアの展示を鑑賞した。ヘルシンキは2012年に世界デザイン首都に選ばれ、都市でデザインを効果的なツールとして社会や文化、経済開発に使われていると評価された。ヘルシンキが選択される際、世界デザイン首都の審査委員はヘルシンキで使われている革新への都市に結びついたデザインである「組み込み型のデザイン」を強調し、これらは世界的なブランドであるノキアやコネ、マリメッコや毎年のヘルシンキデザイン週間、ヘルシンキ芸術デザイン大学（現在のアールト大学）、エリエル・サーリネンやアルヴァ・アールトと言った著名な建築家やデザイナーを生み出している。2021年より隔年でヘルシンキ・ビエンナーリが開催され、市内のヴァッリサーリ島やヘルシンキ美術館で展示が行われる。

### メディア

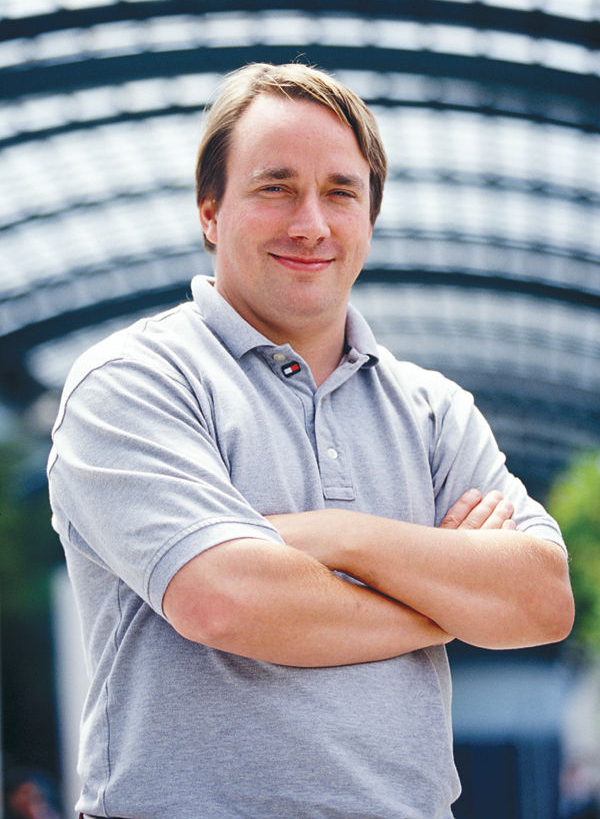
リーナス・トーバルズはヘルシンキ出身のプログラマで、Linuxカーネルの開発者として知られる。

今日では、200紙の新聞や320の大衆誌、2,100の専門誌、67の民間ラジオ局、3のデジタルラジオチャンネルや1つの全国局、5の公共ラジオ局がある。サノマは412,000部が流通し フィンランドは最大の発行部数を誇るヘルシンギン・サノマットやタブロイド版の夕刊紙イルタ・サノマット、経済紙のタロウスサノマットを発行している他、テレビ局ネロネンを運営している。他の有名な出版社にはアルマ・メディアがあり30を超える雑誌を発行し、その中には日刊紙のアームレヘティやタブロイド版のイルタレヘティ、経済紙のカウッパレヘティがある。世界的にフィンランド人は他の北欧諸国の人々や日本人と並んで、多くの時間を新聞を読む時間に充てている。
YLEは5のテレビ局と13のラジオ局を運営する公共放送で、YLEの資金は受信料と民放の手数料により賄われている。全てのテレビチャンネルは地上波やケーブルも含めデジタルテレビ放送である。民放にはMTV3やラジオ局のラジオノヴァがあり北欧のメディアグループであるボニアグループやProventus Industrierが所有している。
人口の約79%はインターネットを利用している。2007年6月末時点で、フィンランドでは152万人がブロードバンドのインターネットに接続しており、これは1000人当たり287人が利用していることになる。全てのフィンランドの学校や公共図書館はインターネットに接続されほとんどの市民は携帯電話を所有しているが付加価値通信サービスは希である。2009年10月にフィンランドの交通・通信省はすべてのフィンランドの人々が2010年7月には最低速度1メガビット/秒のスピードのインターネットにアクセス出来るように約束した。

### スポーツ

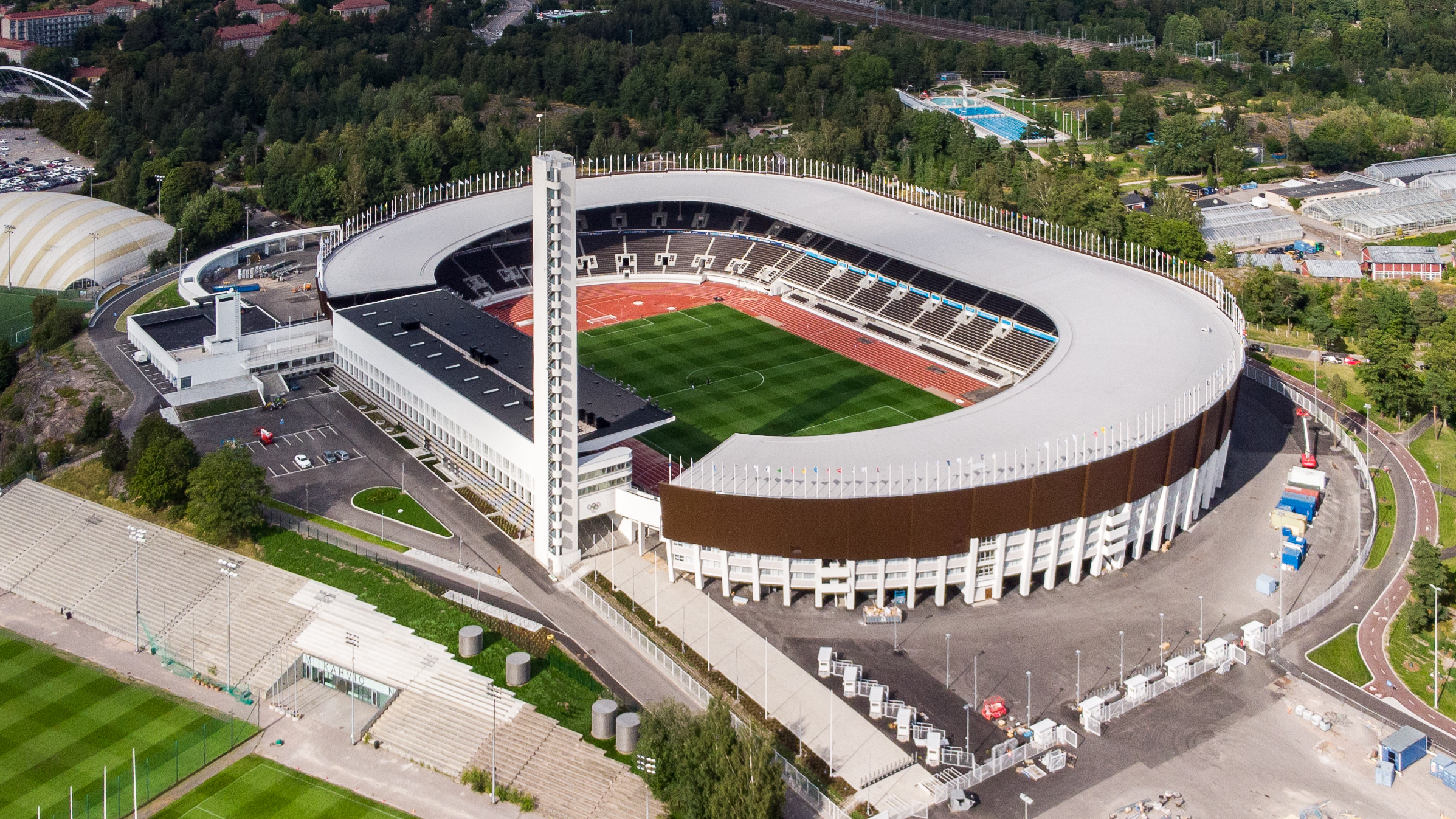
ヘルシンキ・オリンピックスタジアム

ヘルシンキには長いスポーツの伝統があり、最初に多くの国際的な認識を得たのは1952年ヘルシンキオリンピックの期間で、その後も市内では様々なスポーツイベントが開催されている。ヘルシンキは1940年夏季オリンピックの開催都市に選ばれたが、第二次世界大戦により中止されその代わりに1952年の開催都市となった。オリンピックはヘルシンキにとってはソ連と戦った冬戦争や継続戦争からの経済的な完全な復興や象徴的で画期的な出来事であった。開催されてから半世紀以上経った現在も、夏季オリンピック開催地では最も緯度が高い場所に位置している（冬季オリンピック開催地では、ノルウェーで開催された1994年リレハンメルオリンピックのリレハンメルが北緯61度と最も緯度が高い）。
1983年には初の世界陸上競技選手権大会が開催され、2005年にもヘルシンキで開催され初めて2度開かれた都市となった。1971年、1994年、2012年にはヨーロッパ陸上競技選手権大会が開催されている。
ヘルシンキはフィンランドでは最もポピュラーなチームスポーツであるサッカーとアイスホッケーで成功した地元クラブチームを擁している。HJKヘルシンキ（HJK）はフィンランドでは最大で最も成功したサッカークラブチームである。ヘルシンキの陸上競技クラブであるHelsingin Kisa-Veikotもまたフィンランド国内では主要なチームである。アイスホッケーは多くのヘルシンキ市民にとってはポピュラーなスポーツで、一般的には地元のクラブチームであるIFKヘルシングフォース（HIFK）かヨケリトを応援している。HIFKは14のフィンランドチャンピオンシップのタイトルに輝き、最上位のバンディデビジョンでプレーしている。オリンピックスタジアムでは1957年に、バンディ世界選手権が初めて開催された。
1980年以来、ヘルシンキシティマラソンが開催されているがこれは通常8月に開催されている。またF1やラリーで多くのチャンピオンを輩出している国柄で、1997年5月25日にはフォーミュラー3000のレースが市内の通りで行われた。2009年にはヨーロッパスケート選手権が開催されている。

## 交通

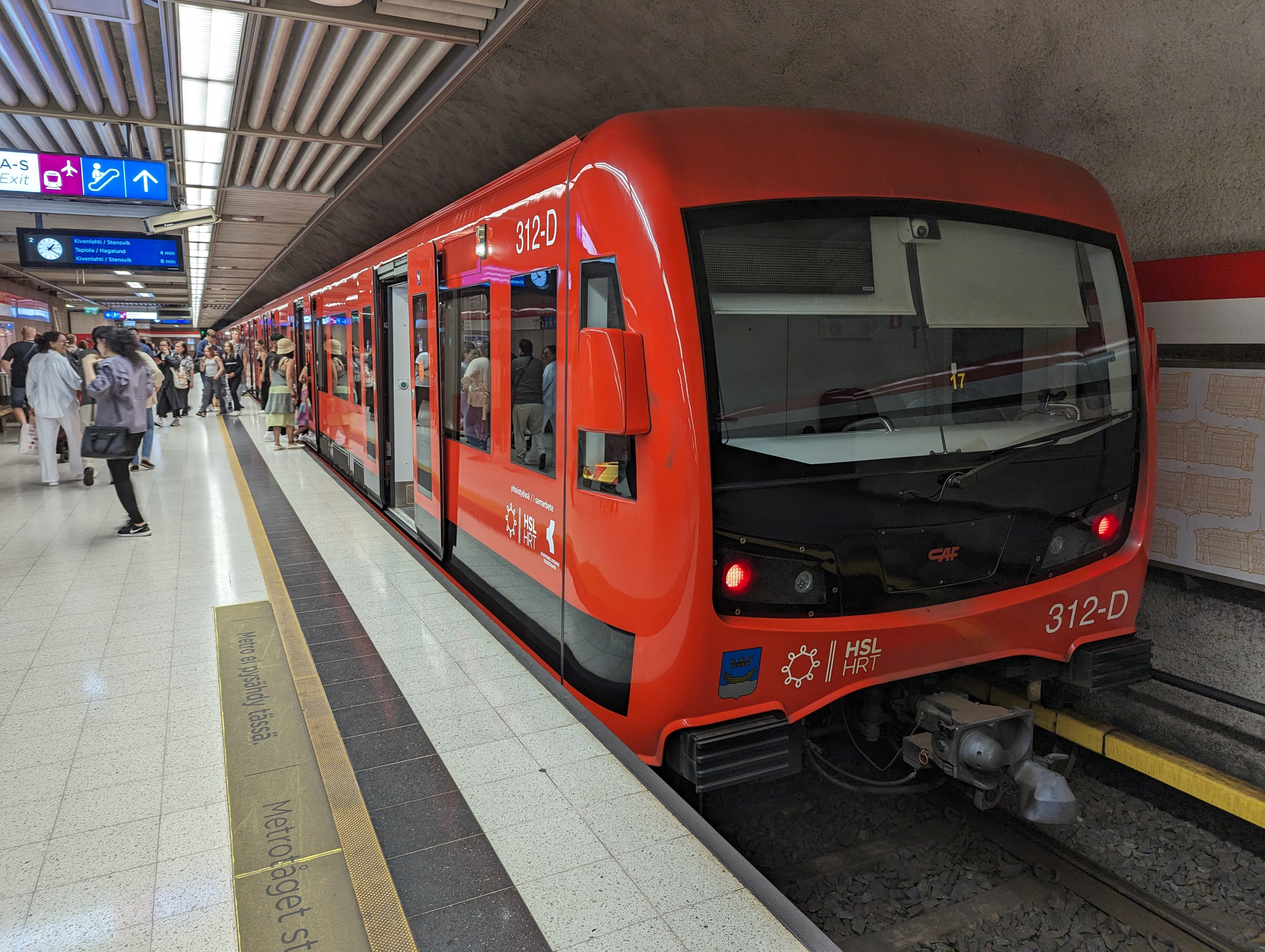
ヘルシンキ地下鉄は明るいオレンジ色が特徴的な世界最北の地下鉄。

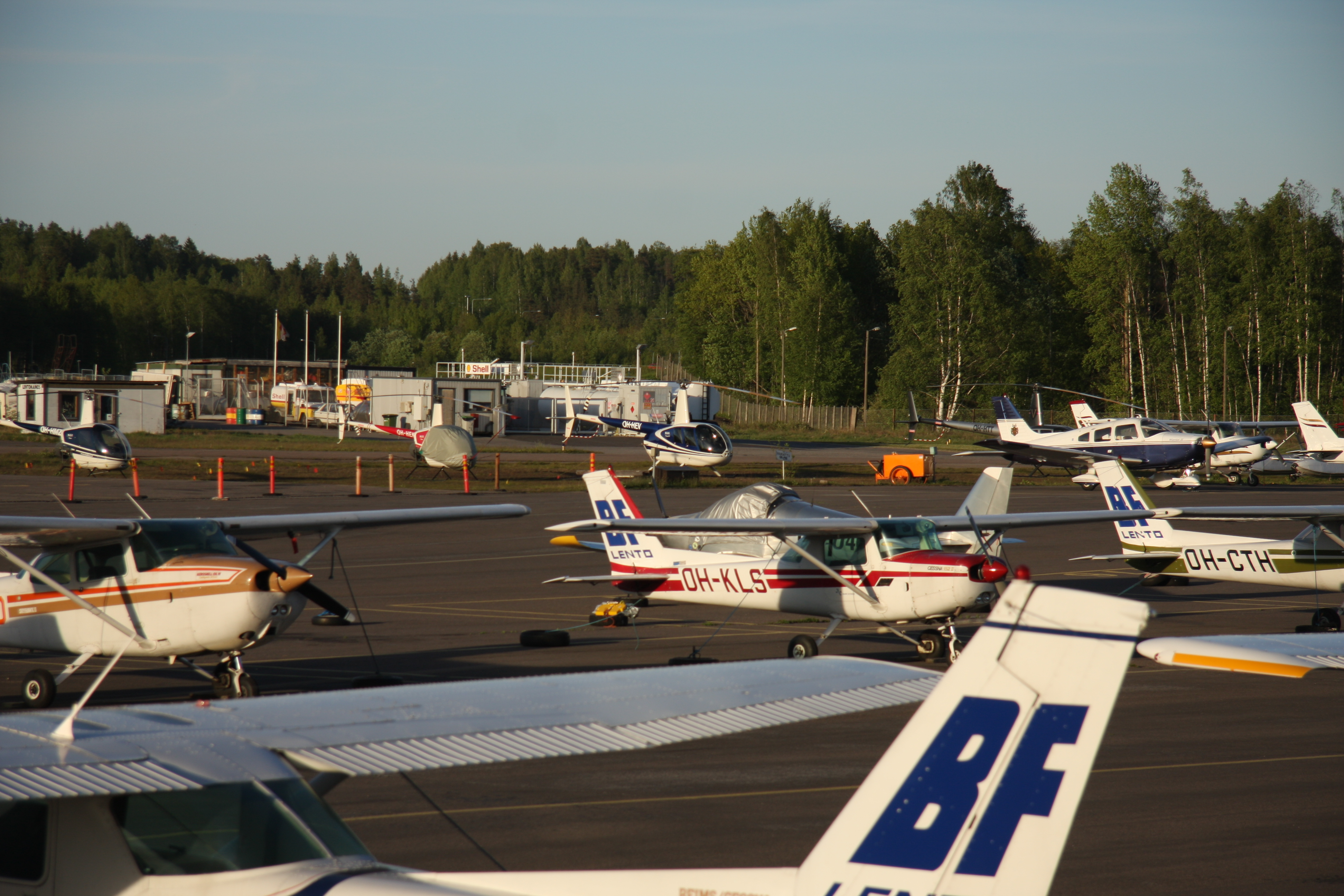
ヘルシンキ・マルミ空港は世界でも古くからある、フィンランドでは主要なゼネラル・アビエーションの空港。

### 公共交通網
ヘルシンキの公共交通機関は路線バス、ヘルシンキ・トラム、ヘルシンキ地下鉄、ヘルシンキ近郊列車、フェリーなどで構成されている。これらの公共公共交通機関は2010年に発足したヘルシンキ地域交通局により統括されている。ヘルシンキは長らくフィンランドで唯一路面電車が利用出来る都市だったが、2021年にタンペレにも路面電車が開業した。（以前はトゥルクにも導入されていたが、1972年に廃止された。）
ヘルシンキ地下鉄は1982年に開業した、フィンランド唯一の地下鉄システムである。開業から16年間は1路線だけであったが、1998年に東側に分岐線が開業し3つの駅が追加された。2006年に長らく議論されていたエスポー南部への西側への延伸がエスポー市議会により認可され、2017年に一部区間が開通した。東側のシポー方面への延伸や新たな地下鉄路線も計画されている。
ヘルシンキ近郊列車はヘルシンキ・ヴァンター国際空港やヘルシンキ都市圏郊外や近郊の都市とを結ぶ路線で2006年に開通したラハティ駅までを結ぶ路線は最高時速220㎞と高速運転を行う。
2023年10月にはヘルシンキ・トラムと同じメーターゲージでヨケリ・ライトレールというライトレール路線が開通した。
この路線はエスポーのKeilaniemiとイタケスクスの間を結ぶ路線である。

### 鉄道
ヘルシンキの主要駅にはヘルシンキ中央駅やパシラ駅があり、フィンランド各地に向け列車が運行されている。ペンドリーノが主要都市間で運行されている。また、ロシアのサンクトペテルブルクとカレリアントレインズによって3時間半で結ばれていたが、2022年ロシアのウクライナ侵攻にともない、運行が停止された。

### 航空
ヘルシンキの主要空港はヴァンター市に位置するヘルシンキ・ヴァンター国際空港で、ヘルシンキ中心部から北へ約19km離れている。欧州域内やアジアの各方面に定期便が就航し、フィンエアーのハブ空港となっている。ヘルシンキの2つ目の空港はヘルシンキ・マルミ空港でプライベートや一般向けに使われている。タリンへはヘルネサーリヘリポートからヘリコプターが利用出来る。

### 航路
フェリー航路はタリン、マリエハムン、ストックホルムへ様々な事業者が運航している。フィンラインズは貨客フェリーでポーランドのグダニスクやドイツのトラフェミュンデやロストック方面が利用出来る。サンクトペトロラインは客船でサンクトペテルブルクへ週3便就航している。

### 道路
ヘルシンキの自動車道路網の中心は3本の半円の環状道路であるケハ1号線Kehä I、ケハ2号線Kehä II、ケハ3号線Kantatie 50は東西の動脈であるLänsiväyläやItäväyläなどの高速道路に接続しフィンランド各地へ通じている。都心部を通るトンネルKeskustatunneliは繰り返し提案されているが、2011年現在構想段階に留まっている。ヘルシンキの自動車の普及率は1,000人当たり390台である。これは同程度の人口密度であるブリュッセルの1,000人当たり483台やストックホルムの401台、オスロの413台に比べると少ない。

## ギャラリー

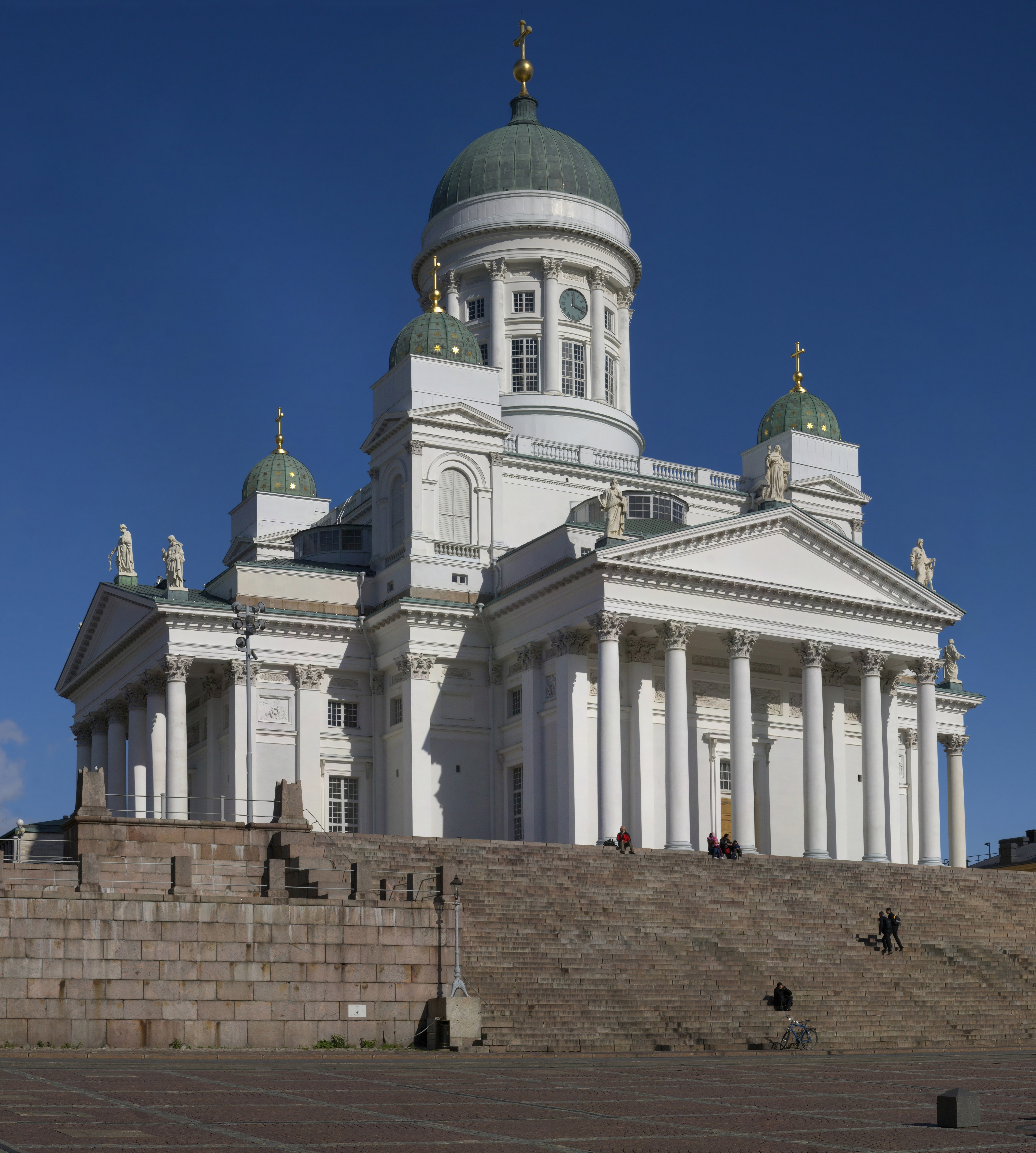
ヘルシンキのランドマーク、ヘルシンキ大聖堂
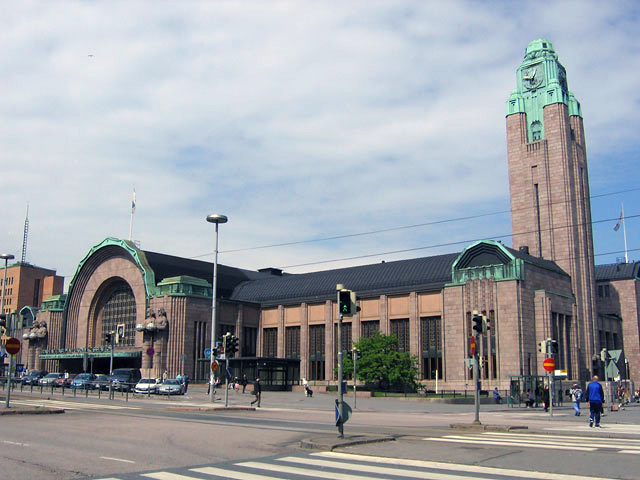
ヘルシンキ中央駅
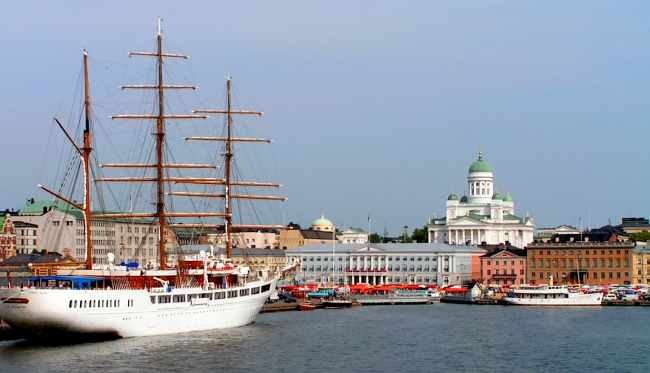
サウスハーバー
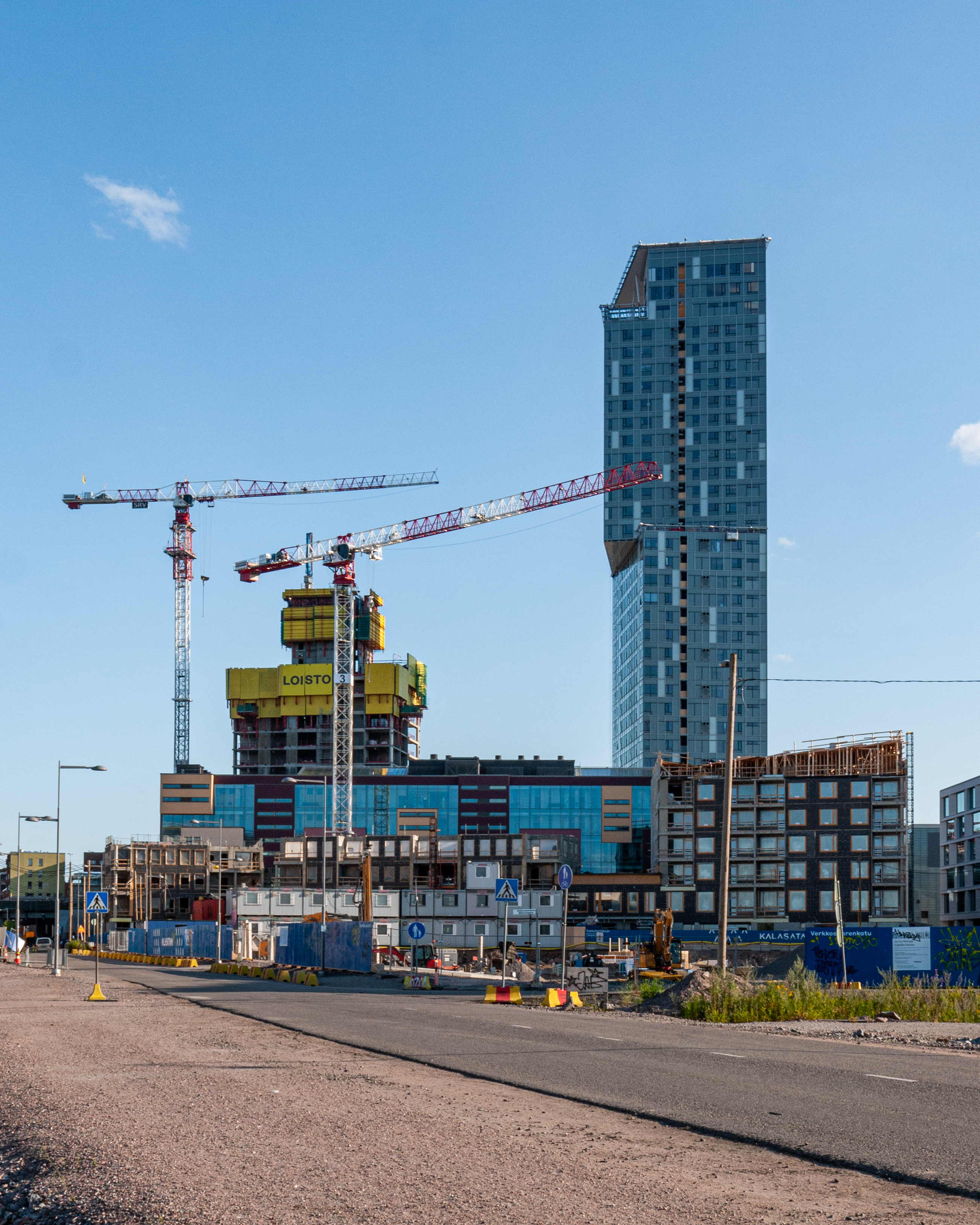
カラサタマのマジャッカ（英語版）,フィンランドで最初の超高層ビル
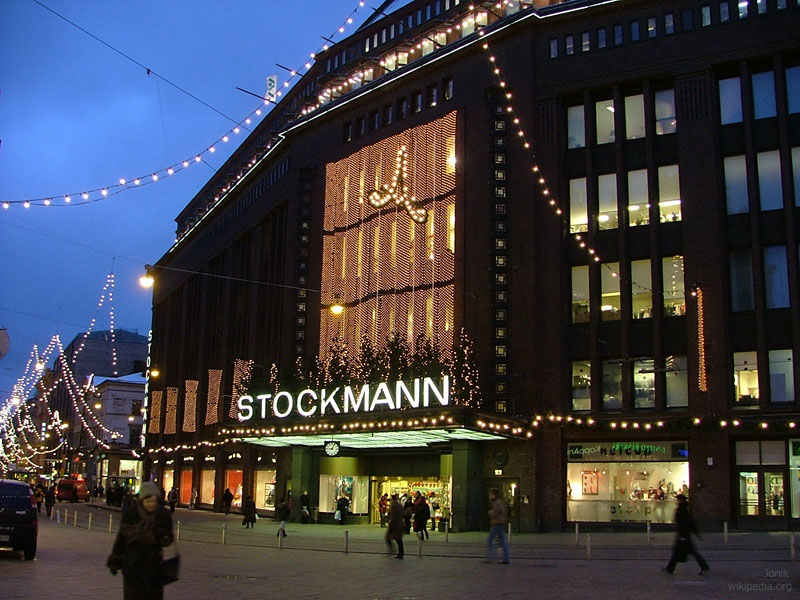
クリスマス時期のアレクサンダー通りに面したデパートのストックマン。
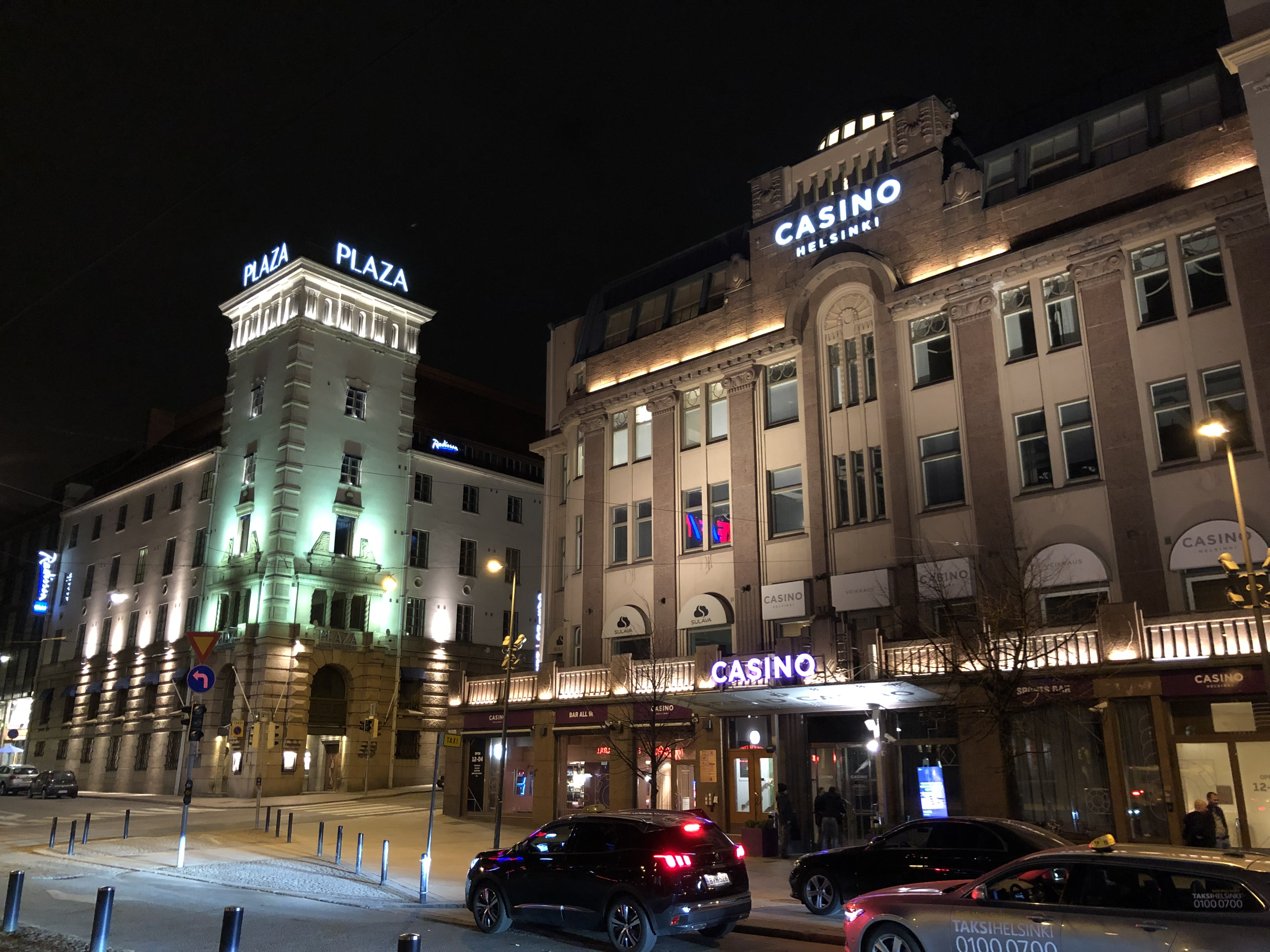
カジノヘルシンキ（英語版）
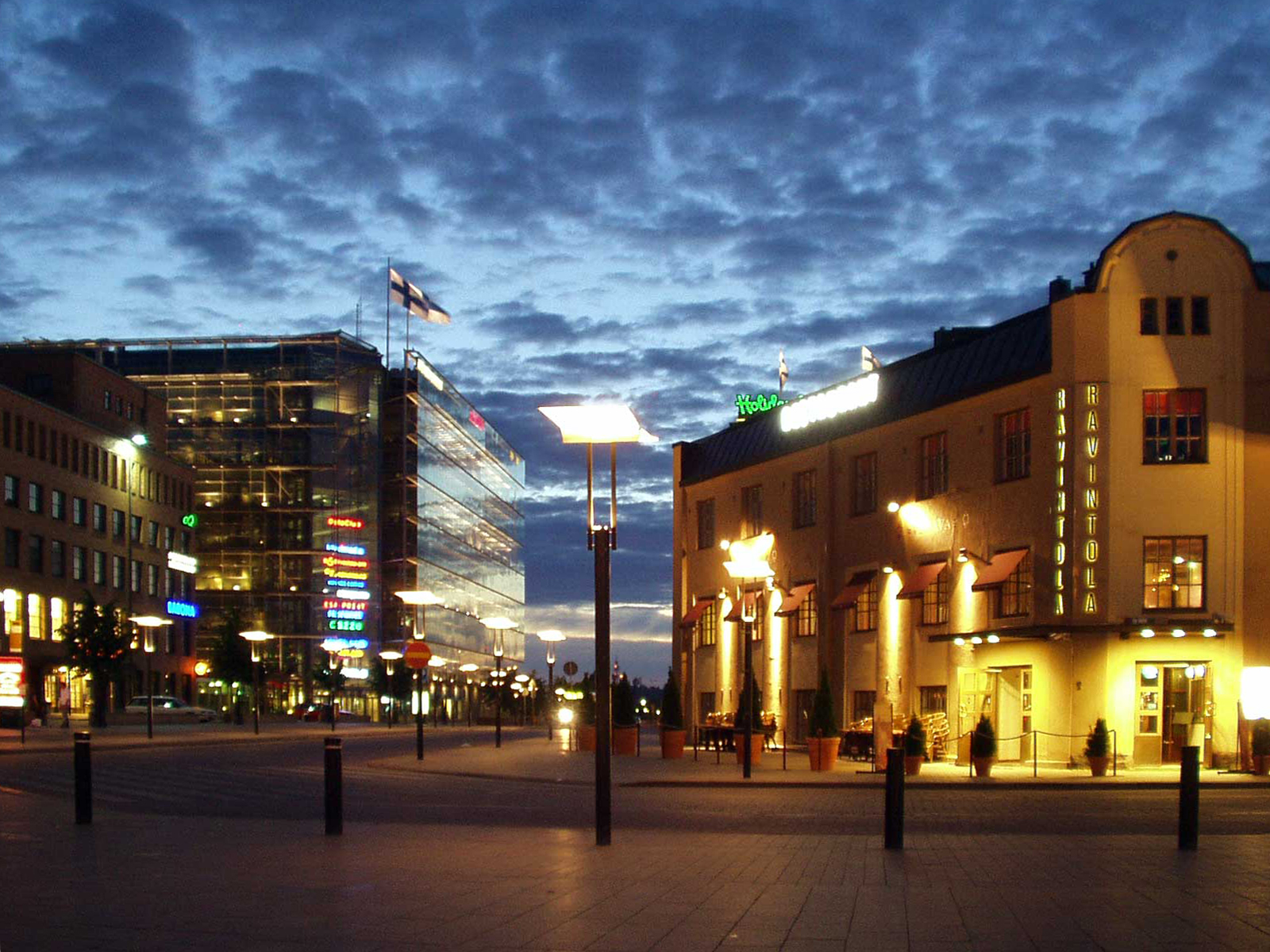
右側がレストランVltava、背後はSanomatalo
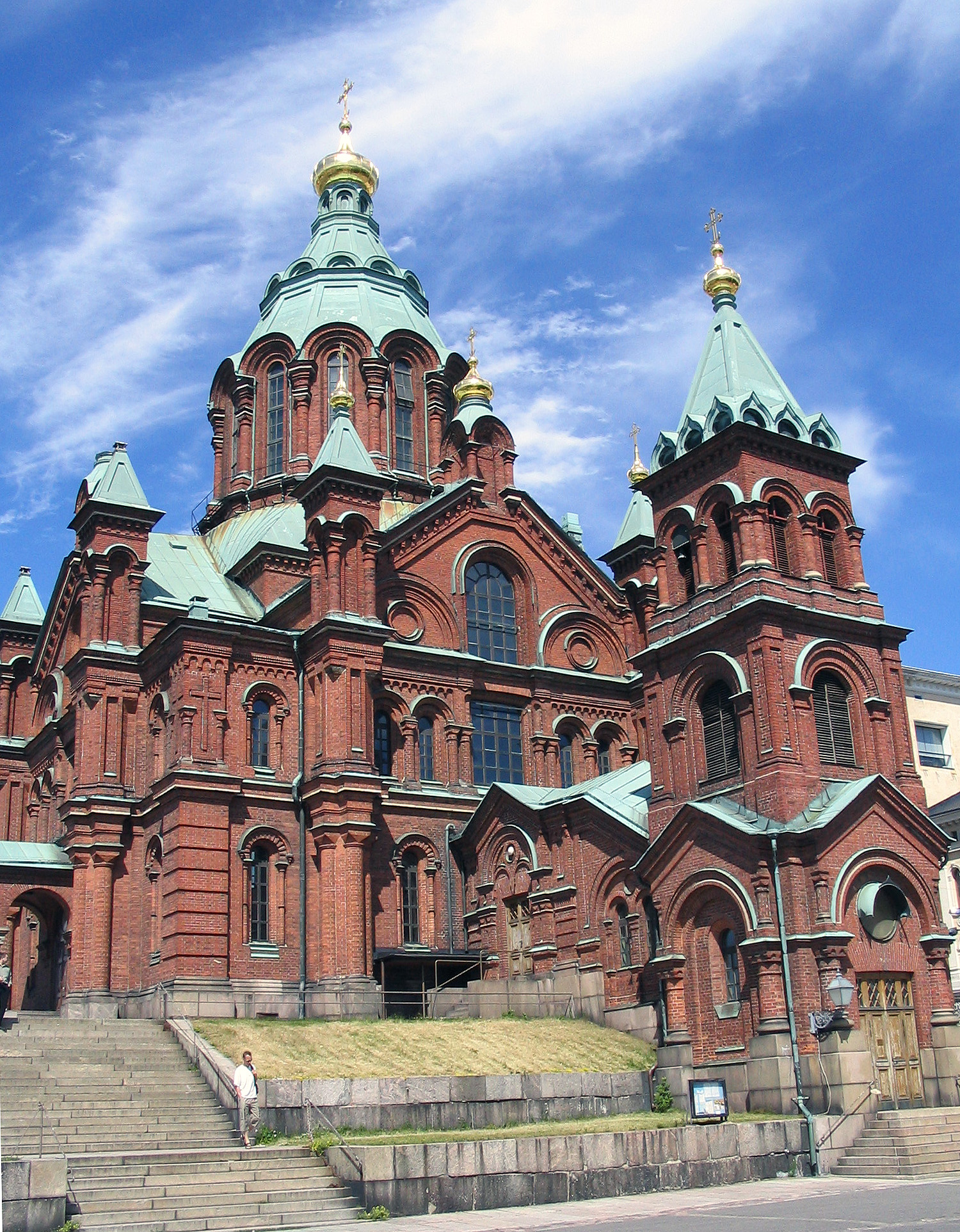
生神女就寝大聖堂
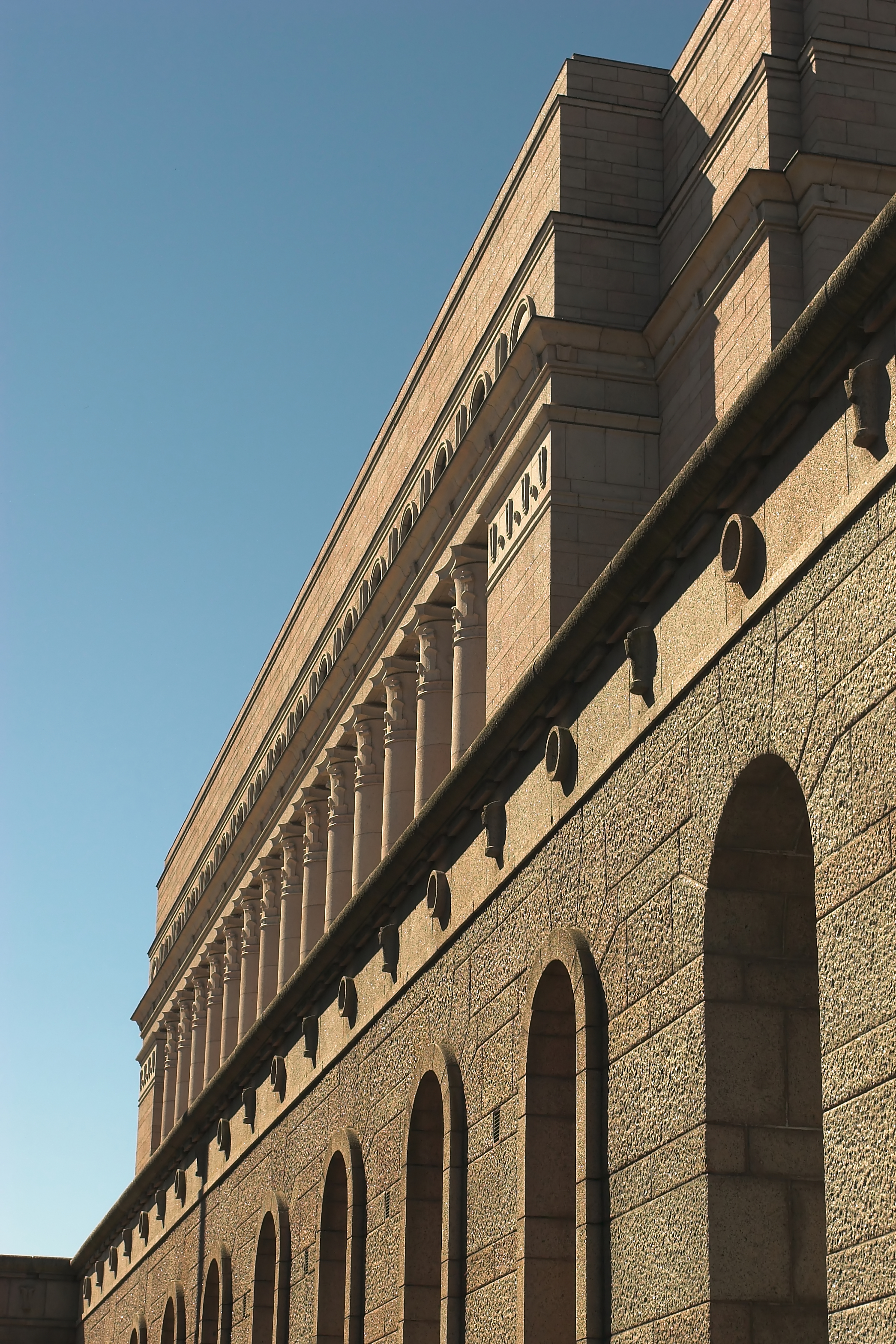
国会議事堂
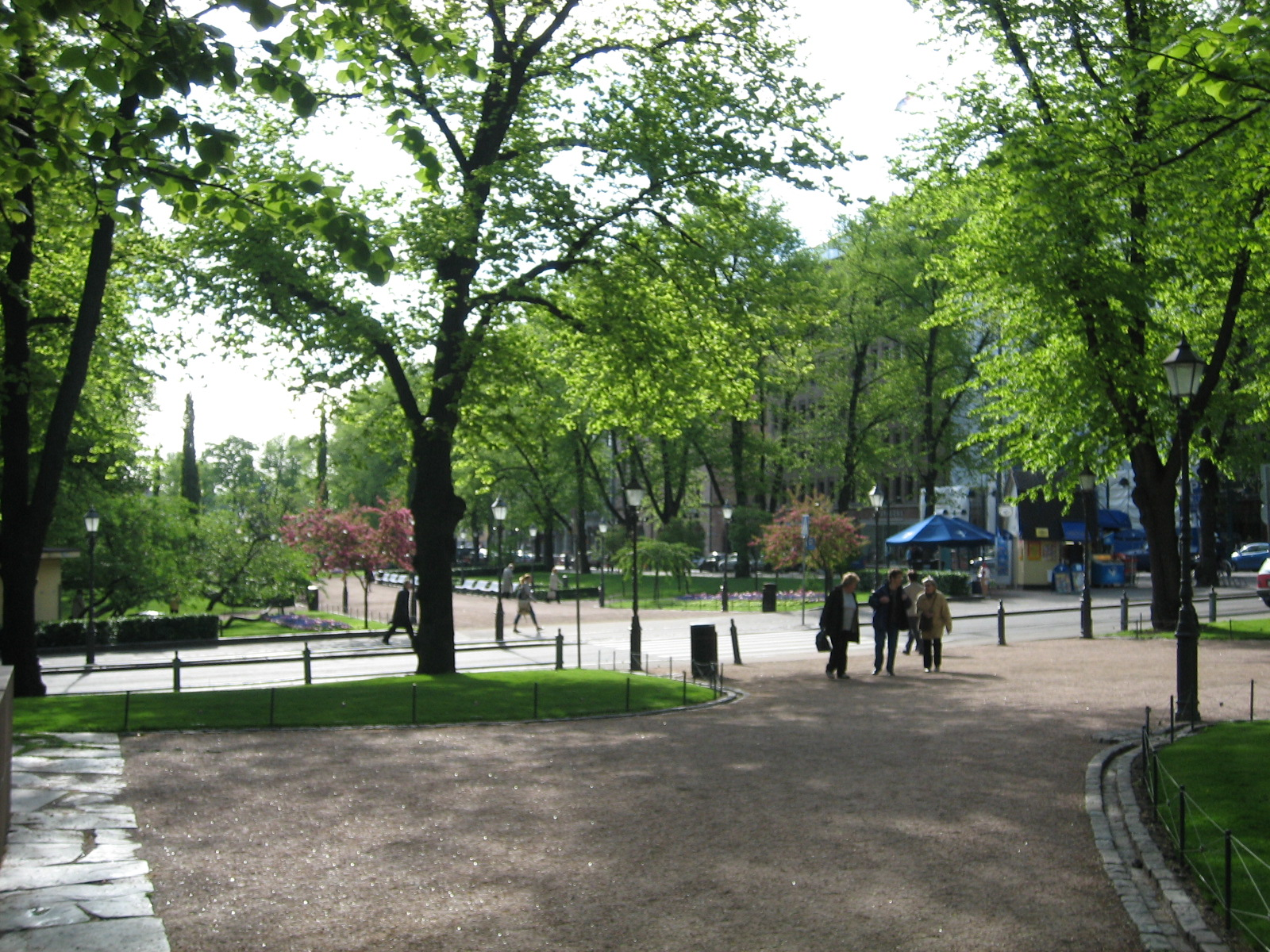
6月上旬のEsplanadi
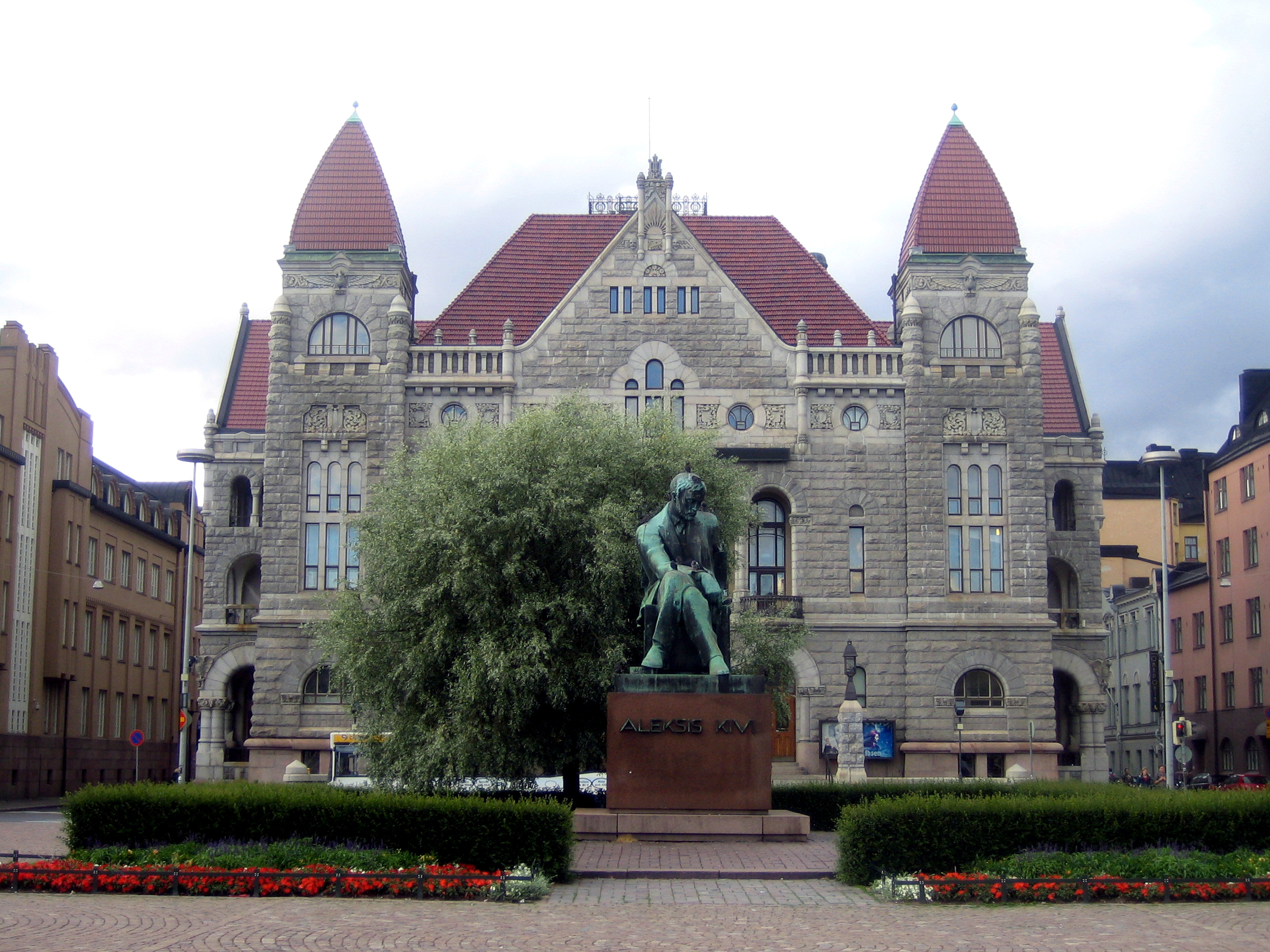
フィンランド国立劇場
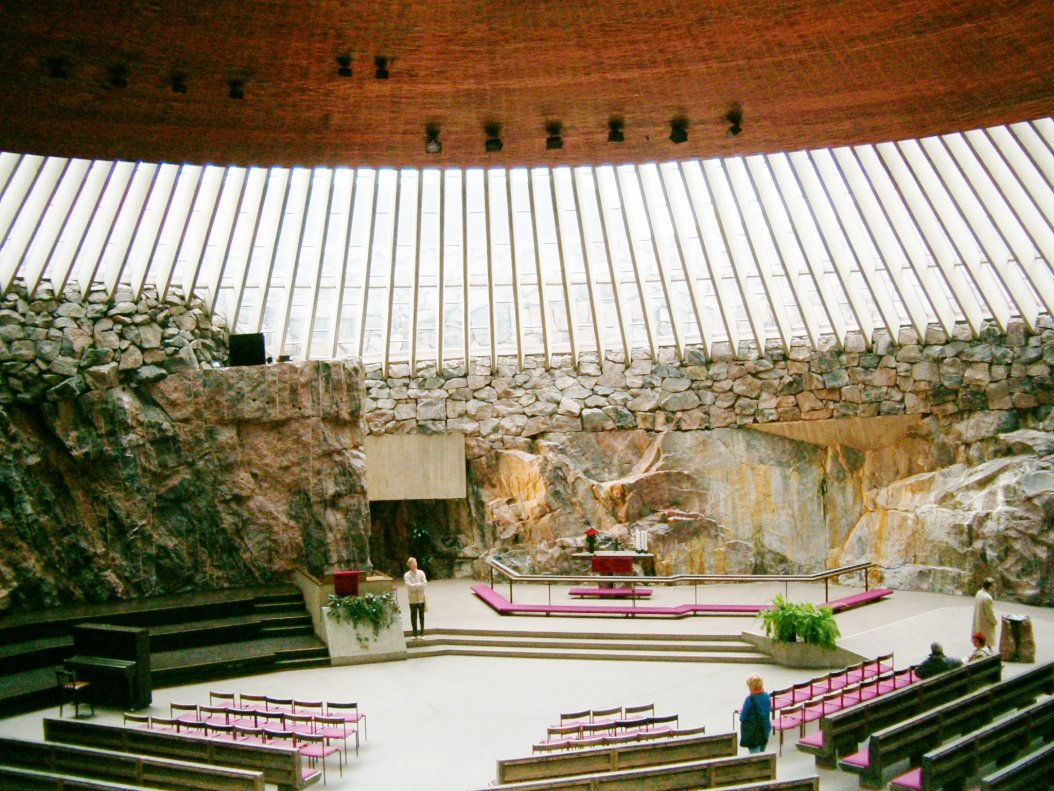
テンペリアウキオ教会
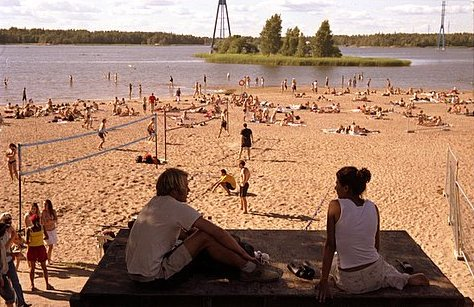
夏のヒエタニエミビーチ
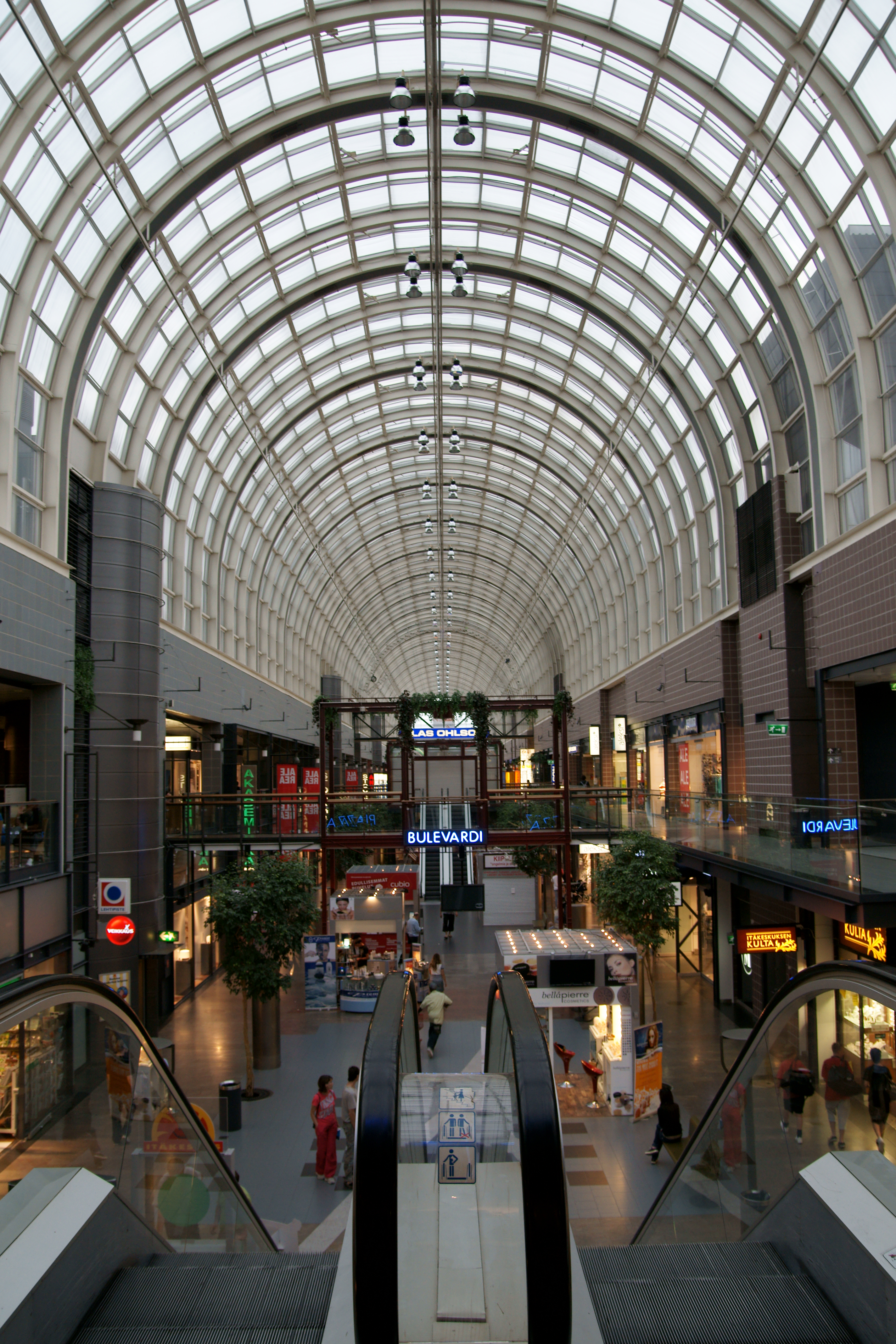
ヘルシンキ東郊では最大のイティスショッピングセンター
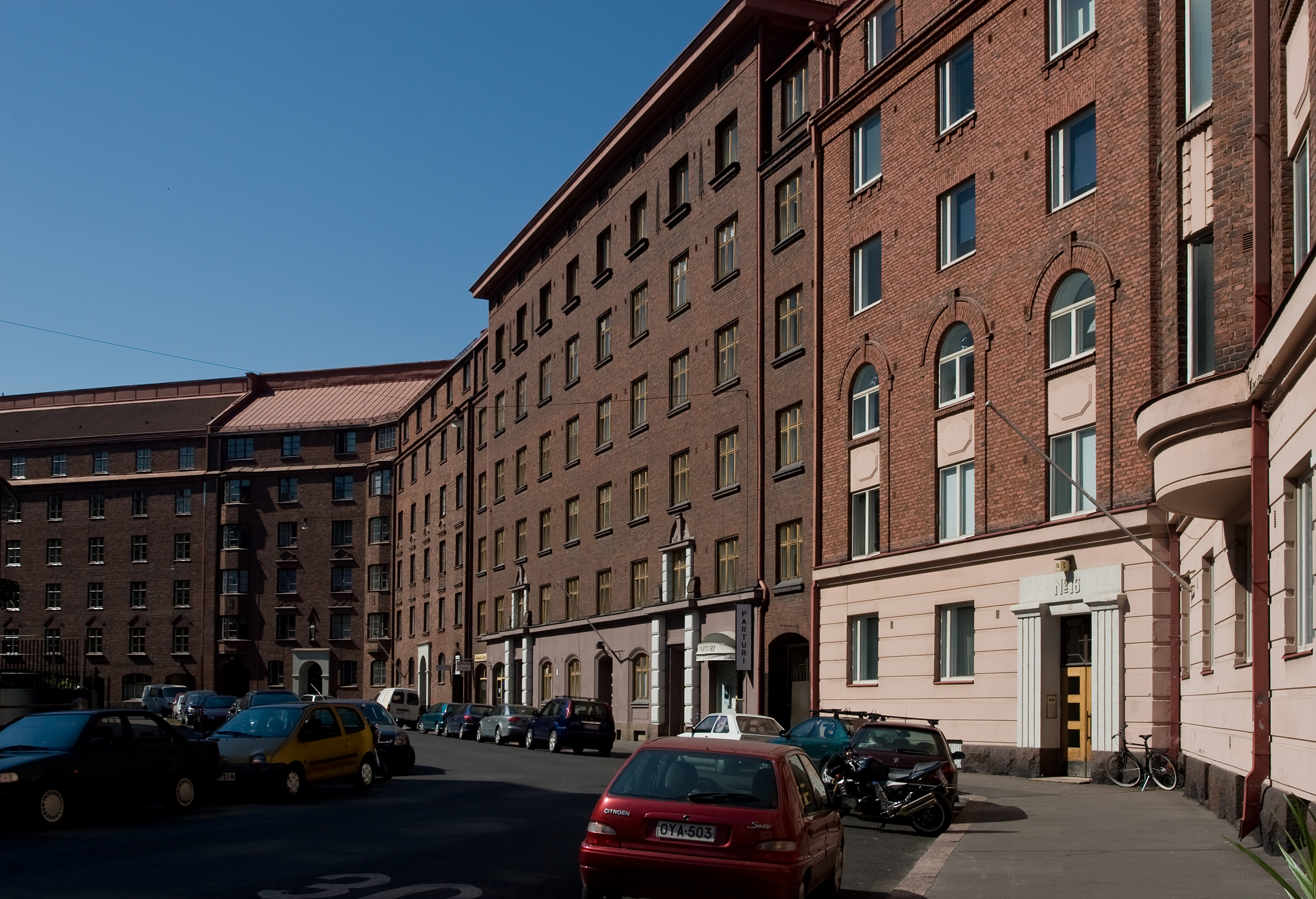
トゥール地区Töölö
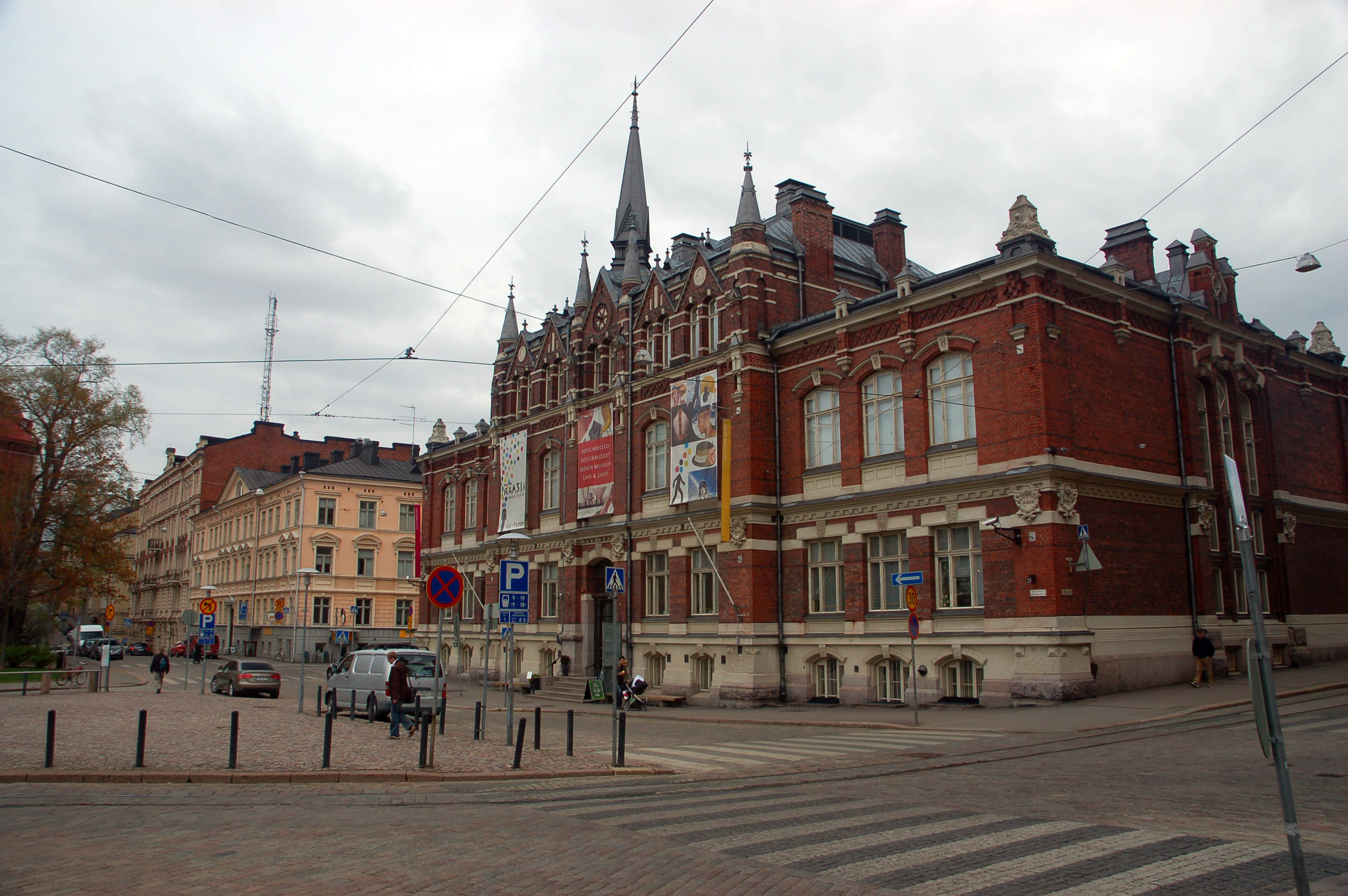
デザイン博物館
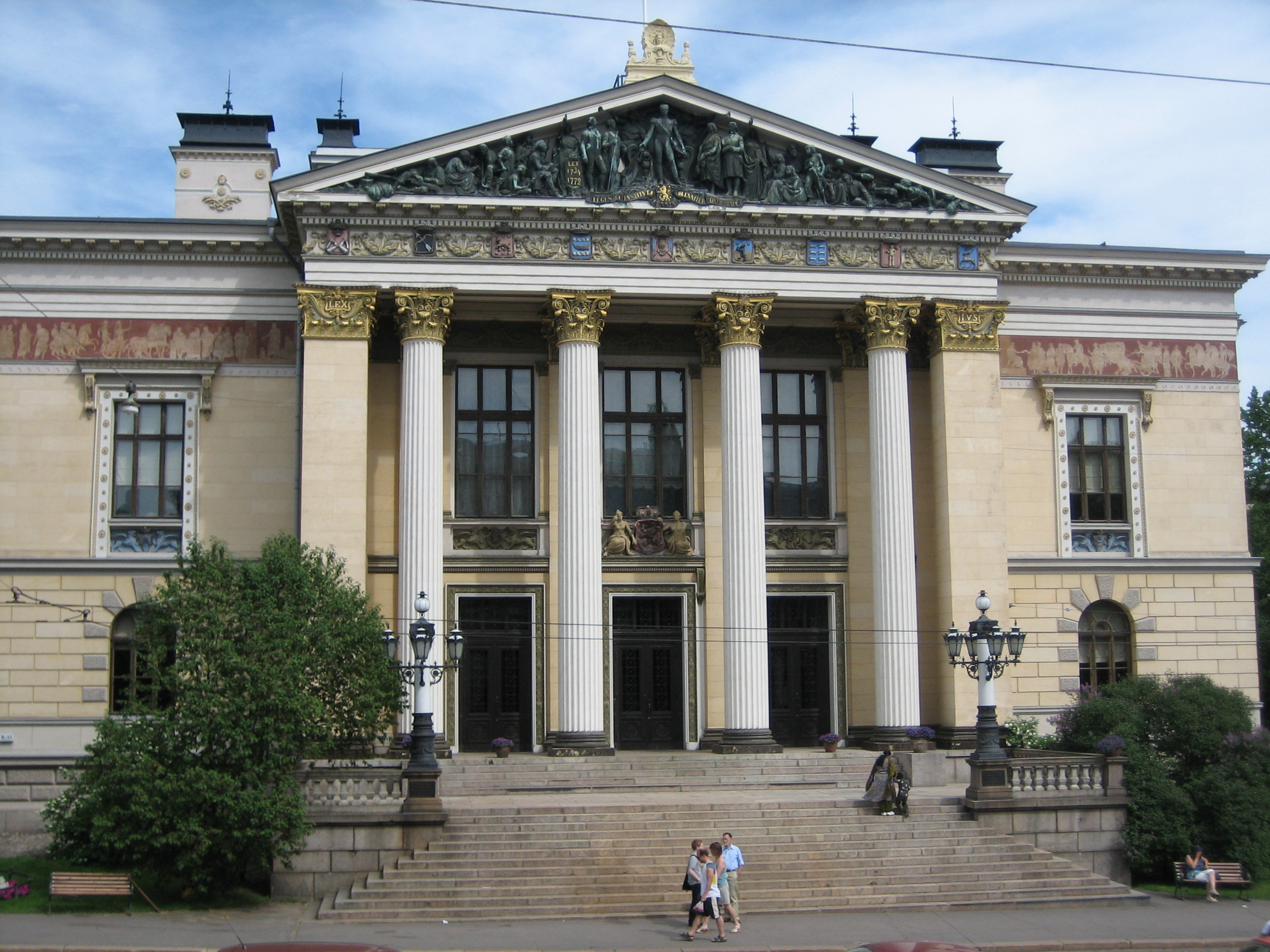
ヘルシンキ議員ホール
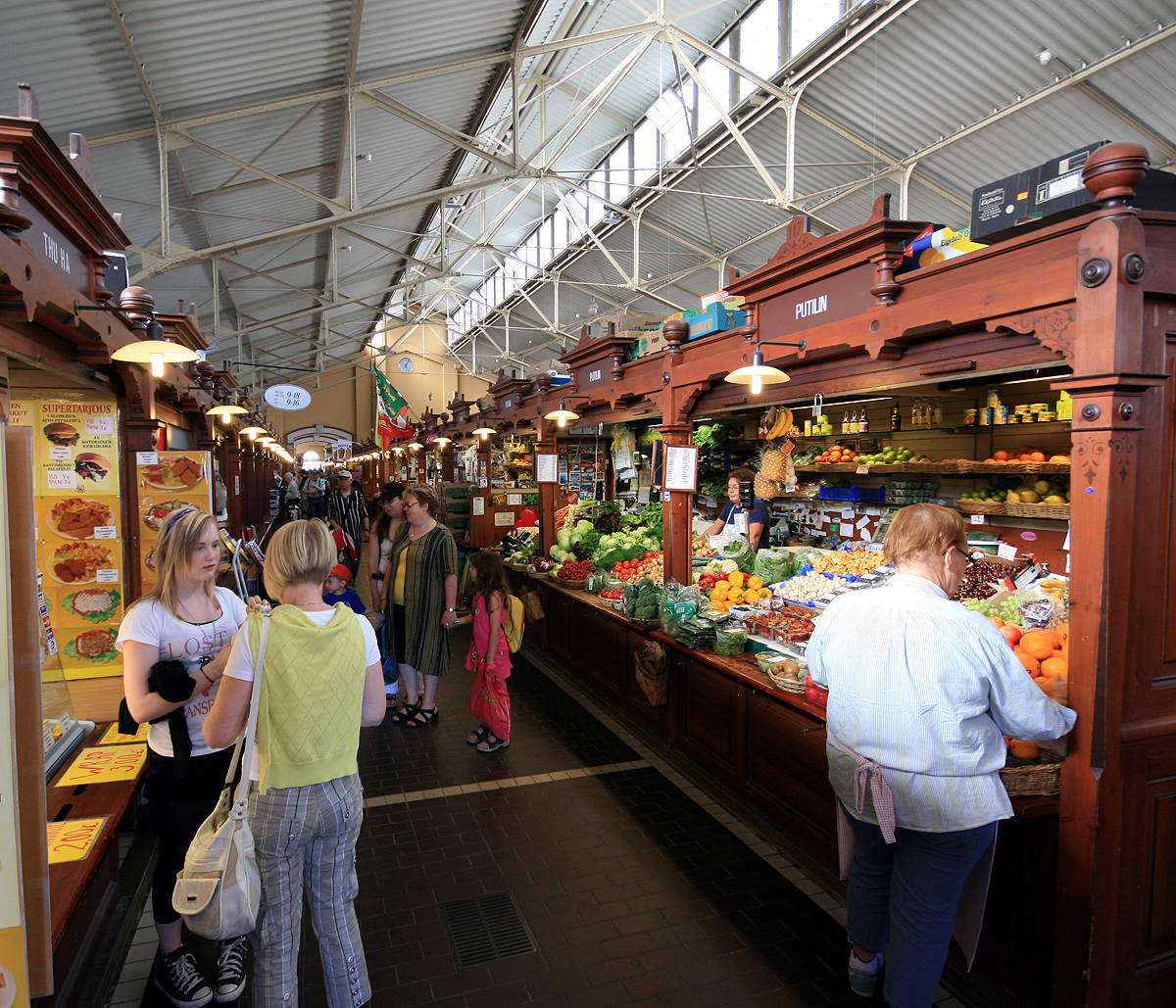
旧市場内
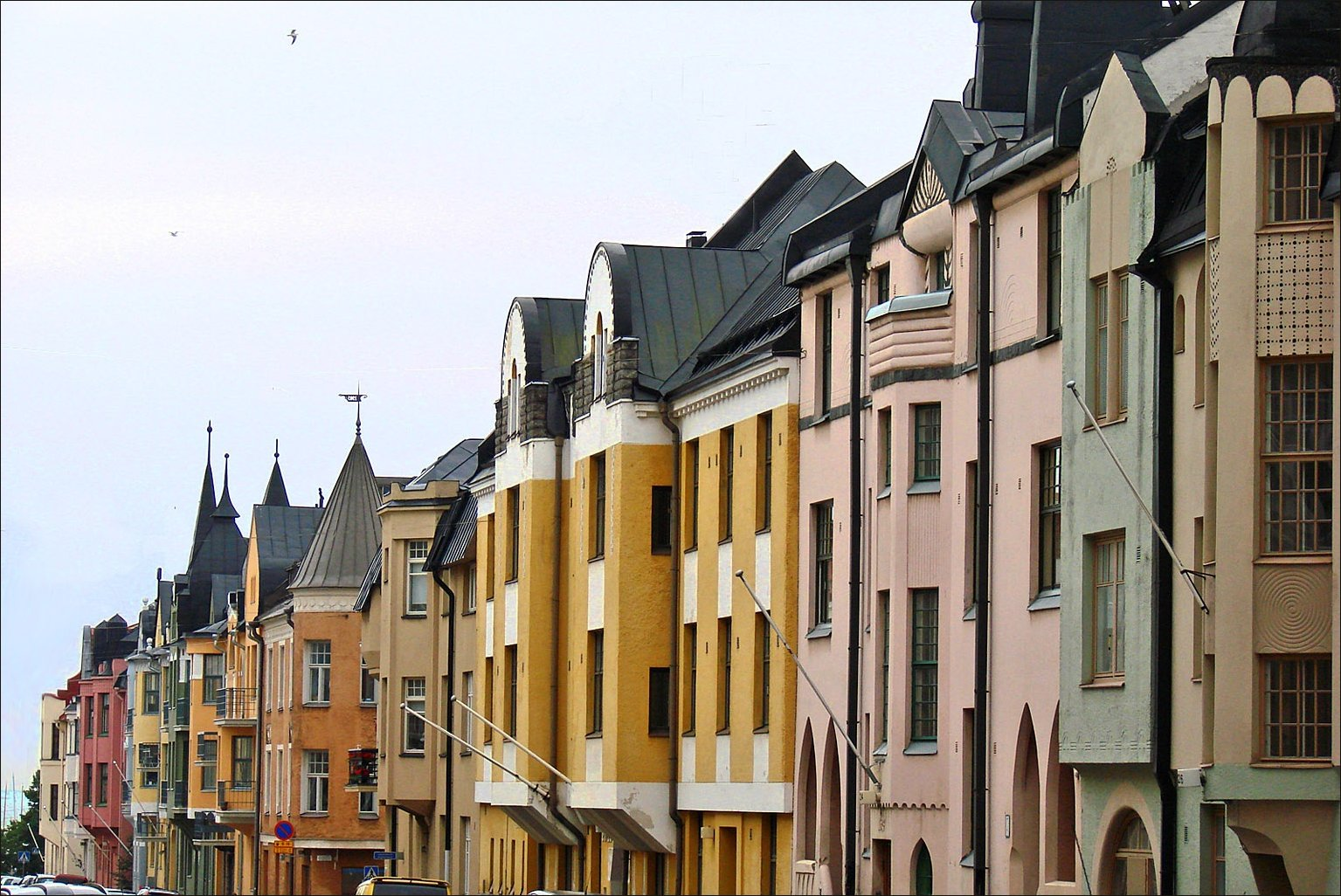
ウルランリンナ地区
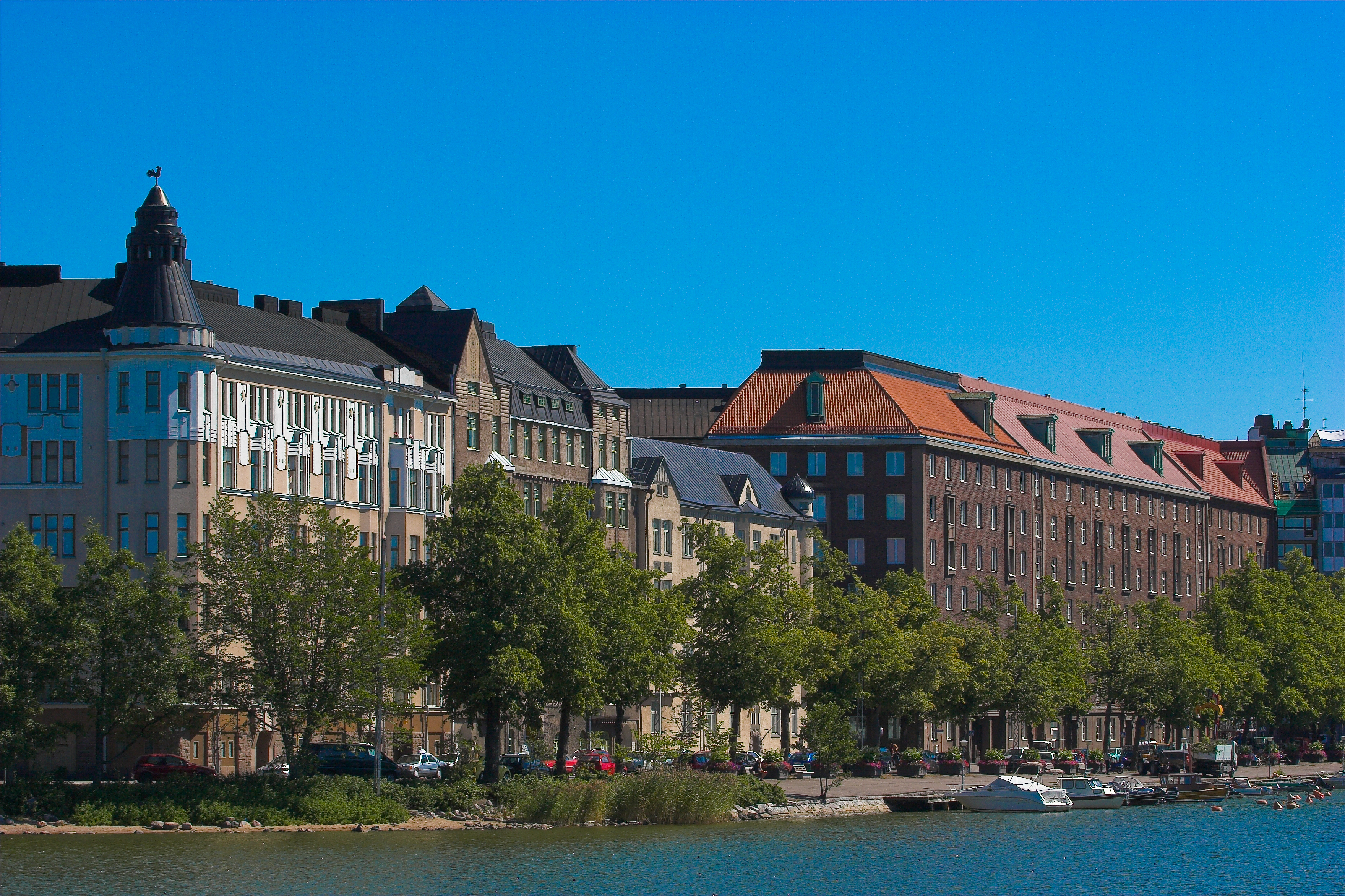
シルタサーリ地区
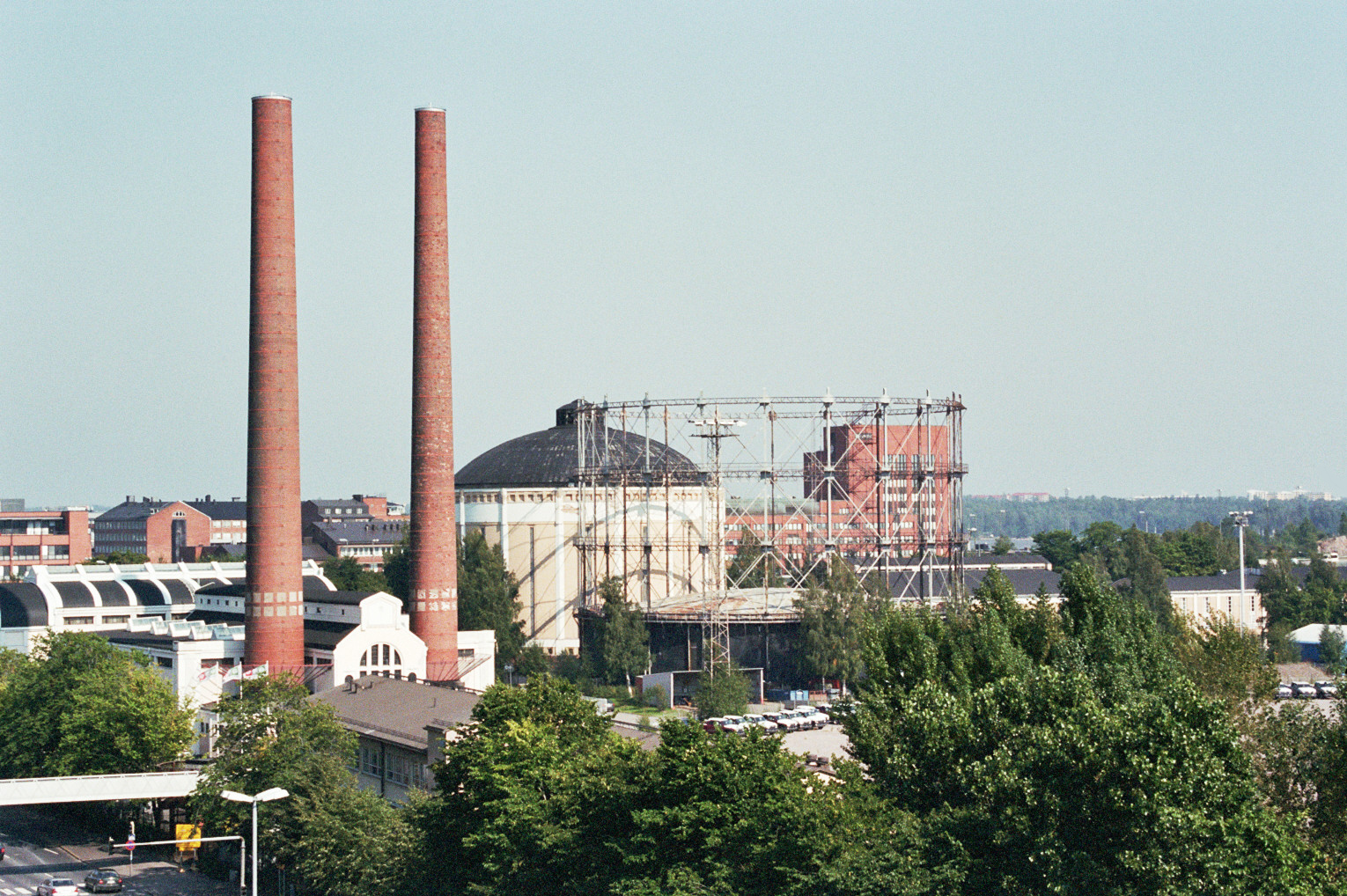
スヴィタリ地区
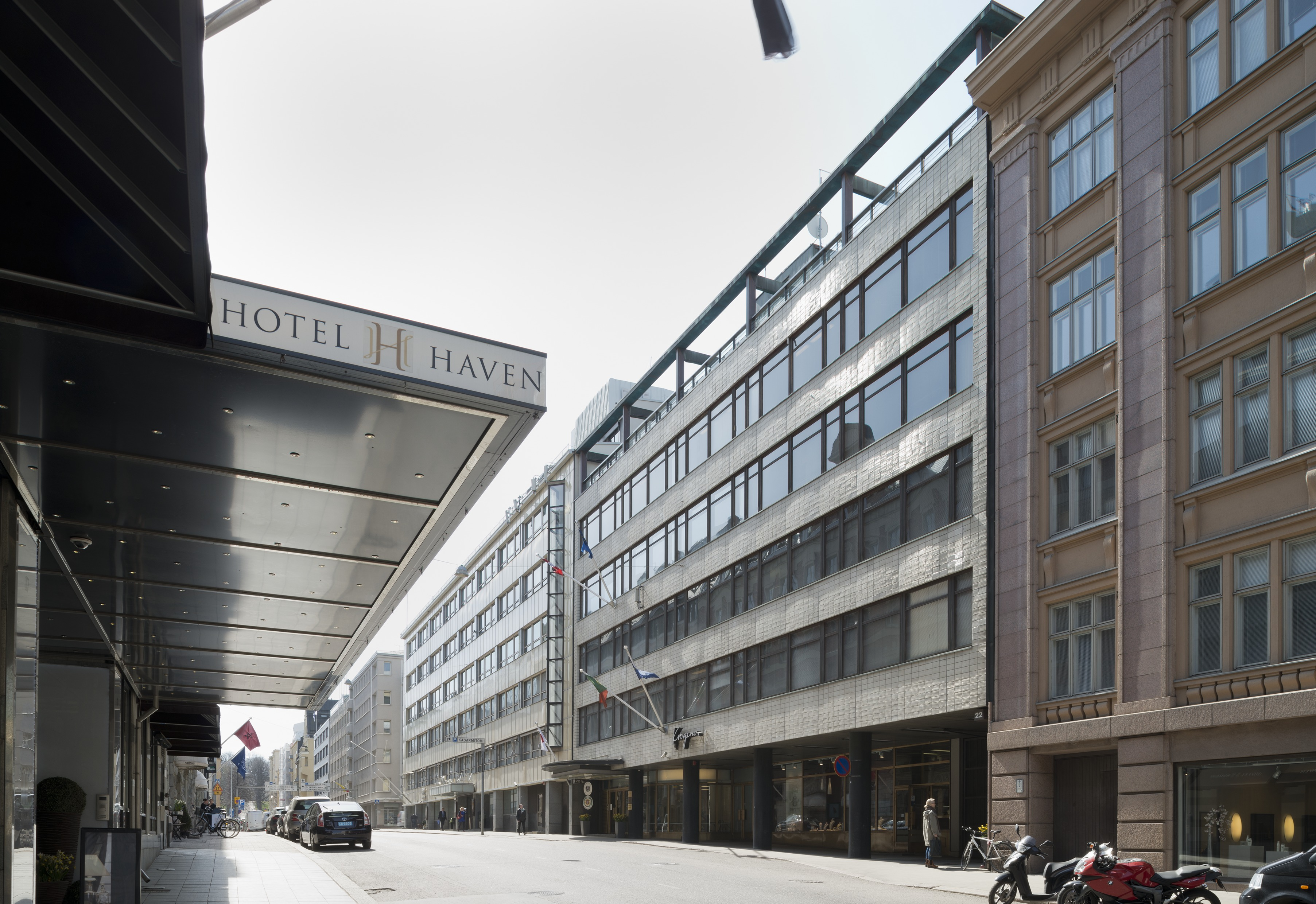
在フィンランド日本国大使館
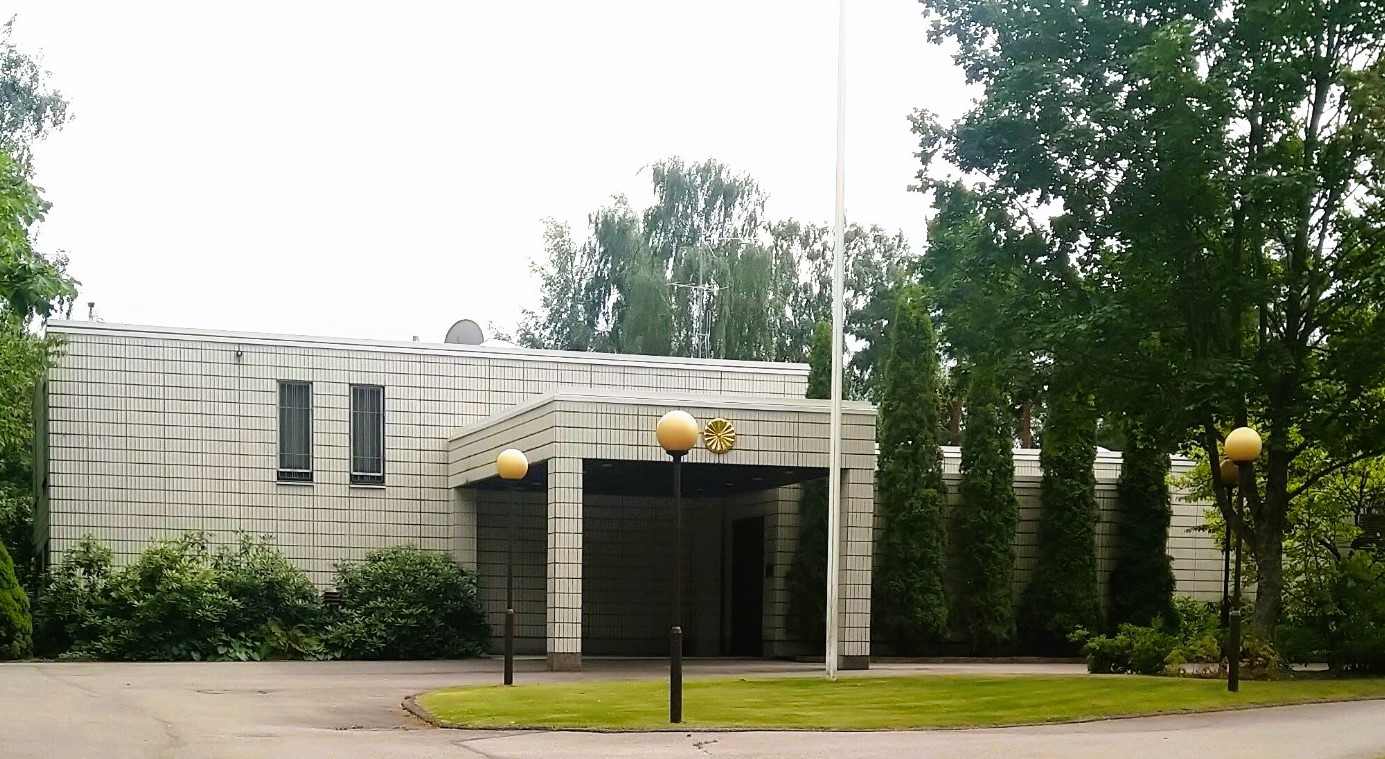
在フィンランド日本大使公邸

## 対外関係
ヘルシンキには姉妹都市は存在しない。しかし、EU加盟国や北欧諸国・バルト海沿岸の都市などとの交流が盛んに行われている。

### 姉妹都市・提携都市
提携都市
- ストックホルム（スウェーデン）
- タリン（エストニア）
- サンクトペテルブルク（ロシア）
- ベルリン（ドイツ）
- 北京（中国）
- ヌクアロファ（トンガ）